# Romário
Romário de Souza Faria (Rio de Janeiro, 29 de janeiro de 1966) é um político, empresário e ex-futebolista brasileiro. Em sua carreira no futebol, jogou primariamente como centroavante e conquistou a Copa do Mundo FIFA de 1994 com a Seleção Brasileira. Em fevereiro de 2024, tomou posse como presidente do America-RJ e, em abril do mesmo ano, foi inscrito como jogador do clube 15 anos após sua aposentadoria em 2009. Atualmente, também é Senador da República pelo Rio de Janeiro, filiado ao Partido Liberal (PL), e, na carreira futebolística, atualmente cumpre contrato com o América-RJ.
Com filiação ao PSB, em 2010 foi eleito deputado federal pelo estado do Rio de Janeiro (mandato de 2011 a 2014) e em 2014 foi eleito senador pelo mesmo estado (mandato de 2015 a 2022). Foi candidato a governador do Rio de Janeiro nas eleições de 2018, pelo Podemos (PODE).
Conhecido popularmente como "Baixinho" devido à baixa estatura, o jogador ainda teve uma breve experiência como treinador, comandando o Vasco da Gama. Também conseguiu ser ídolo nos rivais Flamengo e Fluminense, além do America-RJ, onde encerrou a sua carreira. Na Espanha, teve grande passagem por Barcelona e duas breves passagens pelo Valencia. Na Holanda, virou ídolo do PSV Eindhoven.
É um dos maiores artilheiros do história do futebol, e o quarto maior artilheiro da Seleção Brasileira segundo a FIFA, com 55 gols marcados contando apenas jogos oficiais, ficando em segundo lugar na posição até outubro de 2004 quando foi ultrapassado por Ronaldo, após a sua aposentadoria da Seleção. Sua média de gols pelo Brasil é superior a Neymar (primeiro) e Ronaldo (terceiro). É o jogador que mais fez gols em uma temporada com a camisa da Amarelinha, balançando as redes 20 vezes em 1997. É o segundo maior artilheiro da Seleção Brasileira nas Eliminatórias da Copa do Mundo FIFA, ficando em primeiro lugar até setembro de 2021, quando foi ultrapassado por Neymar. Foi o jogador mais bem pago do mundo em 1996, quando atuava pelo Valencia. Para a revista argentina El Gráfico, é o maior goleador da história do futebol com 768 gols em jogos oficiais. Da mesma forma assim o considera a revista Placar, com 731 gols em competições oficiais. É ainda o jogador com o maior número de artilharias na história do futebol — foi artilheiro em 31 das 83 competições que disputou como profissional, sendo 27 em competições oficiais. Foi o único jogador a ter o recorde de ficar 28 anos com prêmio de melhor jogador e campeão da Copa do Mundo de 1994 até 2022, quando foi finalizado o recorde com a conquista do prêmio e da Copa do Mundo por Lionel Messi. Foi eleito o melhor jogador estrangeiro de todos os tempos do futebol holandês em uma pesquisa feita pelo jornal Sportwereld, da Holanda. Para a IFFHS, Romário é o quarto maior goleador do futebol mundial em campeonatos nacionais de primeira divisão e o segundo maior artilheiro por clubes da história, ficando em primeiro lugar até março de 2022, quando foi ultrapassado por Cristiano Ronaldo. Foi eleito o melhor centroavante do século pela revista holandesa Voetbal International e considerado o maior centroavante da história do futebol mundial pelo site do UOL. É um dos maiores centroavantes brasileiros, do futebol mundial e de todos os tempos.
Entre seus muitos títulos, destaca-se a Copa do Mundo de 1994, na qual foi a figura principal. Na época do mundial, era jogador do Barcelona, e encantou até o duro treinador da equipe e maior jogador da história da Holanda, Johan Cruijff, autor de um dos famosos apelidos do atacante: "gênio da grande área". Cruijff também se incluiu entre aqueles muitos que creditam a vitória do Brasil em 1994 primordialmente ao desempenho do atacante:
| “ | Para mim, os anos 1990 teve um só rei: Romário foi o maior jogador de futebol dessa década. Na verdade, eu estou convencido de que o Brasil não ganharia o Mundial dos Estados Unidos se ele não tivesse jogado. Isso já é muito. | ” |

O holandês declararia também que "Ele tinha uma qualidade fantástica no seu futebol. Mesmo sem trabalhar duro, podia criar jogadas geniais" No mesmo sentido já disse Hristo Stoichkov, maior jogador da história da Bulgária e dupla de ataque do brasileiro naquele Barcelona: "Nunca vi um jogador fazer as coisas que ele fazia dentro da área". Tostão foi outro a render homenagens a Romário, afirmando que, se pudesse, deixaria seu lugar para o Baixinho na escalação da Seleção Brasileira de 1970. Michael Laudrup, maior jogador da história da Dinamarca, outro jogador que jogou com Romário no Barcelona, exaltou-o ainda mais, em entrevista a série de TV Sky Sports em 2010, dizendo: "Joguei e vi grandes jogadores, mas nenhum se compara a Romário, ele era super fantástico". Maior jogador da história do futebol argentino, Diego Maradona disse: "Tenho grande estima por Romário. Ele faz coisas incríveis dentro da área, está na minha equipe ideal". Considerado o maior jogador de todos os tempos, Pelé também exaltou o baixinho por dizer: “Se o Romário fosse argentino, seria mais endeusado que Maradona”. Cristiano Ronaldo, que é considerado o maior jogador de futebol português de todos os tempos, também mostrou seu respeito pelo baixinho por dizer: "Respeito o Romário, para mim foi um dos maiores atacantes de todos os tempos". Paolo Maldini, considerado um dos melhores defensores da história, também não deixou de citar o baixinho ao dizer: "Na área o Romário era mortal, incrível". Romário é tido como referência para muitos craques do futebol mundial como Ronaldinho Gaúcho, Ronaldo Fenômeno, Neymar, Arjen Robben, Thierry Henry, Mario Balotelli, Sergio Agüero, Luis Suárez, Robert Lewandowski, e Karim Benzema. O Baixinho também se caracterizaria por desavenças com técnicos, ex-jogadores e colegas, além de sua boemia e aversão a treinamentos. "Nunca fui atleta. Se eu tivesse levado uma vida regrada como atleta, eu teria feito muito mais gols, mas não sei se seria feliz como sou hoje", diria em 2004.
Em maio de 2007, Romário tornou-se o segundo brasileiro que se tem registro a chegar à marca do milésimo gol na carreira futebolística. No mesmo ano, seu nome batizou o estádio do Duque de Caxias, cujo nome popular também lhe faz referência: Marrentão.

## Infância
Filho de Edevair de Souza Faria e Manuela Ladislau Faria, morou na comunidade do Jacarezinho até os três anos de idade, quando mudou-se para a Vila da Penha. Lá jogou no time de futebol do Estrelinha, fundado por seu pai, o que era uma maneira de incentivá-lo à prática dos esportes. Foi no asfalto e nas quadras de futebol de salão que aprendeu a jogar. Com pouco tempo já era destaque entre os garotos, e já jogava entre os mais velhos.
Em 1979, um olheiro o levou para fazer testes no infantil do Olaria. De cara ele foi artilheiro e campeão carioca na categoria infantil em 1979. Destaque entre os jogadores da equipe, foi levado depois ao Vasco da Gama, mas foi obrigado a fazer um "estágio" de um ano, pois o jogador não tinha condições legais de ingressar no clube por causa de sua idade. Já na categoria juvenil e juniores do Vasco, conseguiu por três anos seguidos ser artilheiro do Campeonato Carioca: em 1982,1983 e 1984, além de ser bicampeão em 1983 e 1984, mostrando assim que estava surgindo um dos maiores artilheiros de todos os tempos do futebol.

## Carreira futebolística
No Brasil, Romário conseguiu ser ídolo nos rivais cariocas, Flamengo e Fluminense, além do America. Sua carreira, porém, está mais identificada ao Vasco da Gama, visto que é o segundo maior artilheiro do clube com 326 gols, onde também iniciou sua carreira e lhe garantiu reconhecimento nacional e internacional, conquistando o Campeonato Brasileiro de 2000, a Copa Mercosul de 2000, o Campeonato Carioca de 1987 e 1988, além de torneios estaduais, nacionais e internacionais.
Seu período no futebol europeu iniciou-se em 1988, atuando pelo PSV Eindhoven, da Holanda. Ali permaneceu por cinco temporadas e meia, conquistando títulos importantes para o clube do técnico Guus Hiddink e posteriormente do técnico Bobby Robson, ganhando os Campeonatos Holandeses de 1988–89, 1990–91 e 1991–92, a Copa dos Países Baixos em 1989 e 1990 e a Supercopa dos Países Baixos em 1992.
Após sua passagem pelo PSV, Romário foi negociado por US$ 5 milhões pelo Barcelona, onde teve relevante participação na conquista de importantes títulos, entre eles o Campeonato Espanhol de 1993–94. Considerado um dos jogadores mais importantes entre os que vestiram a camisa do clube catalão, foi colocado na eleição feita em 2007 pelos leitores do jornal catalão El Mundo Deportivo no time dos sonhos do Barcelona, deixando claro que é ídolo da torcida.
Em 1995 foi contratado pelo Flamengo, naquela que foi considerada por jornalistas e ex-jogadores como a maior contratação da história do futebol brasileiro.

### Início no Vasco
No Vasco, Romário iniciou a sua carreira profissional em 1985, promovido ao time principal por Antônio Lopes. Sua estreia em jogos oficiais ocorreu em 6 de fevereiro, na vitória vascaína por 3–0 sobre o Coritiba, partida válida pelo Campeonato Brasileiro. Romário entrou no segundo tempo, no lugar de Mário Tilico. Já seu primeiro gol foi marcado no dia 18 de agosto, em um amistoso contra o time do Nova Venécia, marcando duas vezes em uma goleada de 6–0 sobre a equipe capixaba.
Começou a chamar a atenção de torcedores e jornalistas já no Campeonato Carioca de 1985, onde foi vice-artilheiro. Considerado uma grande revelação, assinou seu primeiro contrato profissional em 1986, ano em que fez dupla de ataque com o consagrado jogador Roberto Dinamite, em um elenco vascaíno que ficaria marcado por contar com os dois maiores ídolos da história recente do clube, mesclando também outros veteranos consagrados e jovens talentos. Dinamite diria, mais tarde: "Você sabe o que é jogar ao lado do Romário de 20 anos de idade? Era só jogar a bola para ele. Das três que chegavam no pé, duas ele colocava dentro do gol".
Romário, naquele ano, venceu a Taça Guanabara de 1986, seu primeiro título como profissional, marcando duas vezes na final contra o Flamengo. Mesmo ao lado de Dinamite, foi o garoto o artilheiro do Campeonato Carioca do mesmo ano, com um gol a mais que o veterano ídolo. Porém, os rubro-negros venceriam o segundo turno e acabariam derrotando o Vasco nas finalíssimas. O desempenho no Estadual chegaria a cotar a jovem revelação para a Copa do Mundo do México, também naquele 1986.
Em 1987 e 1988, o Baixinho marca época no Vasco, faturando o bicampeonato carioca, em ambas as vezes contra o Flamengo, devolvendo a perda do título de 1986. Na decisão de 1988, marca um gol histórico contra o arquirrival, aplicando um lençol no goleiro Zé Carlos e quase entrando no gol junto com a bola. Naquele ano, já declara sua ambição de fazer mil gols, tal como Pelé: "Tenho 22 anos e garanto que ainda vou impressionar muita gente. Podem me cobrar. Vou chegar ao milésimo gol".
Em 1988, conquista novo campeonato Carioca e integra a Seleção Brasileira que vai às Olimpíadas de Seul. Romário termina os Jogos Olímpicos como artilheiro com sete gols, um deles na final. O PSV Eindhoven, recém-campeão da Copa dos Campeões da UEFA, aparece e contrata duas estrelas daquelas Olimpíadas: ele e o zambiano Kalusha Bwalya.

### PSV Eindhoven

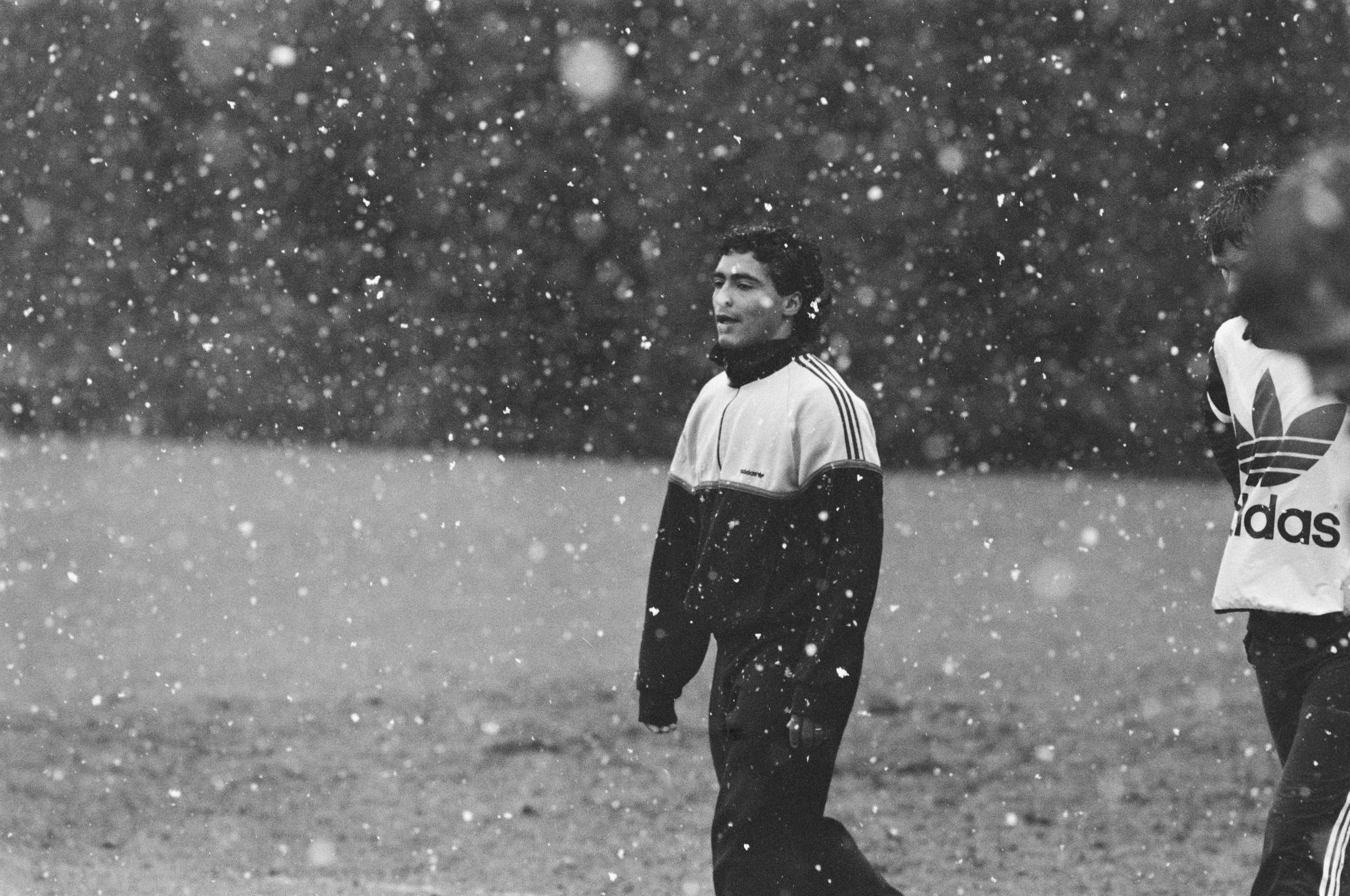
Romário durante treino do PSV em 27 de fevereiro de 1989.

Romário transferiu-se para o PSV por US$ 6 milhões de dólares estadunidenses, sendo na época a mais cara contratação brasileira por um clube estrangeiro ultrapassando a que era até então a maior que havia sido a de Zico que foi vendido para a Udinese, da Itália, por US$ 4 milhões de dólares em 1983. Romário teve realmente um mega contrato; além do salário de US$ 1 milhão de dólares por temporada com mordomia, US$ 1 milhão de dólares de luvas, uma casa com vários quartos e todos os empregados necessários, equipamento de som e vídeo da Philips, um carro Opel GSI, 10 passagens aéreas por ano entre Holanda e Brasil, liberdade para fazer qualquer publicidade no mundo inteiro, contrato publicitário com a Philips do Brasil, curso de inglês e holandês para ele e sua esposa Mônica Santoro, um intérprete, cursos em faculdades locais e se seu passe fosse vendido por mais de US$ 3,7 milhões de dólares para outro clube, ele teria direito a 15% de tudo que excedesse a esse valor. O técnico da equipe neerlandesa, Guus Hiddink, veio pessoalmente ao Brasil para participar das negociações.
Estreou pelo clube em 30 de outubro de 1988 na partida PSV 3–0 Twente. Na sua primeira temporada no clube foi artilheiro, campeão do Campeonato Holandês e da Copa dos Países Baixos. Na Copa dos Campeões da UEFA, encarou pela primeira vez um futuro rival, o Real Madrid. Marca nas duas partidas, mas são os espanhóis quem avançam, na prorrogação, para as semifinais. Ele perde o Mundial Interclubes, em que ele empata a partida contra os uruguaios do Nacional a quinze minutos do fim; o jogo vai para a prorrogação, com virada do PSV, que sofre o empate no último minuto do tempo extra. Ele converte a sua cobrança na decisão por pênaltis, mas o adversário vence nela por 7–6. Já na Supercopa Europeia, o título é perdido após a equipe vencer os belgas do Mechelen por apenas 1–0 em casa, após perder por 0–3 fora.
Na temporada de 1989-90, Romário é novamente artilheiro da Eredivisie e volta a ganhar a Copa nacional e torna-se ainda o primeiro brasileiro chamado para uma Copa do Mundo atuando por uma equipe dos Países Baixos — todavia, uma lesão no tornozelo ocorrida a três meses do torneio pelo próprio PSV praticamente o priva de jogar o mundial. Sem ele nas rodadas finais, o PSV perdeu o campeonato por um ponto para o Ajax, dando certa razão a uma declaração de seu principal atacante: "O PSV depende de mim. Todos sabem que a equipe não tem condições de jogar sem Romário" De fato, sua importância era tal que a diretoria o perdoou mesmo após um pequeno escândalo, em que fotos suas disputando animadas partidas de futebol de areia no Rio de Janeiro chegaram ao clube — Romário havia conseguido ser liberado pelo PSV com a desculpa de tratar o problema no tornozelo.
O Baixinho recupera-se bem da lesão e, na temporada de 1990–91, é novamente artilheiro e campeão da Eredivisie, com um sabor especial para a torcida: o PSV, até então a terceira força do futebol neerlandês iguala, em número de títulos no campeonato, o Feyenoord, ultrapassado na de 1991–92, com um bicampeonato seguido da equipe de Eindhoven. A temporada de 1992–93, em que o Feyenoord ganha e se iguala momentaneamente ao PSV, é a primeira de Romário na Holanda em que ele não fatura títulos; ainda assim, sua artilharia na Copa dos Campeões da UEFA, mesmo com o PSV caindo em último na fase de grupos, impressiona os grandes clubes da Espanha, Valência tenta contratar o jogador a pedido de Guus Hiddink que nesse momento estava como treinador do clube espanhol, porém, um holandês em especial: Johan Cruijff, que na época treinava com sucesso o Barcelona conseguiu com que a diretoria do clube contratasse o artilheiro.
O clube espanhol é convencido a comprar Romário, fazendo-o por US$ 5 milhões de dólares estadunidenses. Romário despediu-se do PSV com um total de 165 gols marcados em 167 jogos, sendo o terceiro maior artilheiro da história do clube com 128 gols em 145 partidas considerando apenas os jogos oficiais. Embora sua passagem por ele geralmente seja pouco lembrada, o clube de Eindhoven foi o que Romário mais conquistou títulos oficiais, sua fama foi tão grande que é considerado por muitos como o maior jogador da história do clube. Ao longo dos anos tiveram alguns documentários dele sobre sua história no PSV, em destaque para o de 2013, com o título: "Romário, samba in Eindhoven". Também teve desfile de carnaval em sua homenagem por ter sido eleito o embaixador do clube. e em 2022 colocou definitivamente seus pés na calçada da fama no estádio do PSV. Guus Hiddink, seu treinador, declararia:
| “ | O jogador mais interessante com quem já trabalhei foi Romário. Era o tipo de cara que fazia gols com facilidade. Antes de partidas cruciais, quando se está um pouco nervoso, ele chegava para mim e dizia "coach, tranquilo, Romário vai marcar e nós vamos ganhar". E ele realmente marcava. Nem todas as vezes, mas em oito de dez jogos como aqueles ele marcaria o gol da vitória | ” |

### Barcelona
Romário chega ao Barcelona como o jogador brasileiro mais bem pago do mundo com um salário de US$ 1,4 milhões de dólares por temporada e tem um início arrasador no clube catalão. Na pré-temporada, marca quatorze gols em oito partidas, seu primeiro título veio em cima do São Paulo no Torneio Tereza Herrera, em que o Romário faz o gol do título de cabeça na final. Logo após conquista outro torneio Troféu FORTA em Marbella sendo o artilheiro e também é artilheiro do Troféu Isla de Tenerife. Conseguiu também, para a surpresa geral, a amizade do temperamental Hristo Stoichkov, que não escondera da imprensa seu descontentamento inicial com a chegada de um quarto estrangeiro — na época, as regras só permitiam três em campo, e o Barcelona já reunia, além do búlgaro, o neerlandês Ronald Koeman (ex-colega de PSV) e o dinamarquês Michael Laudrup, todos já consagrados no clube. De fato, Cruijff teve de revezar os quatro em um rodízio que pouco os agradava, mas logo Romário se destaca e é eleito o segundo melhor jogador do mundo pela FIFA em 1993.
A temporada de 1993–94 desenrola-se com o Barcelona em busca de um tetracampeonato seguido. O ápice dá-se em um El Clásico, em que Romário marca três vezes e dá uma assistência em um 5 a 0 contra o Real Madrid, o primeiro gol marcaria história sendo eleito em uma pesquisa feita em 2008 pelo jornal El Mundo Deportivo, como o gol mais bonito da história do Barcelona, onde Romário dá um drible chamado pelos espanhóis de Cola de Vaca em cima do zagueiro do Real Madrid e da seleção espanhola, Alkorta. O outro time da capital espanhola também não se livra do Baixinho: nos dois duelos contra o Atlético de Madrid, Romário marca também três vezes, em cada um — 3 a 4 no primeiro turno e 5 a 3 no segundo. Mas a partida contra o Real é o marco: a partir dela, o Barcelona soma 28 pontos em 30 possíveis nas partidas restantes e consegue, na última rodada, faturar um título que parecia perdido para o Deportivo La Coruña de Bebeto e Mauro Silva.
Em 1994, em uma partida realizada no Camp Nou contra o Sevilla, Romário levou uma cotovelada do volante Diego Simeone. Irritado, o baixinho revidou com um soco, sendo expulso imediatamente da partida e suspenso por cinco jogos.
Romário emenda o título no Campeonato Espanhol com nova artilharia, recebendo a alcunha de Matador de Porteros, além de alcançar um recorde de fazer cinco hat-tricks em apenas uma edição do Campeonato Espanhol na temporada 1993–94, recorde que pertencia apenas a dois jogadores: Isidro Lángara, na temporada 1935–36 pelo Real Ovideo, e Telmo Zarra na temporada 1946–47 pelo Athletic Bilbao; ambos também fizeram cinco hat-tricks em uma edição do Campeonato Espanhol. O recorde do Romário só foi quebrado pelo português Cristiano Ronaldo na temporada 2010–11 pelo Real Madrid, fazendo seis hat tricks. Cruijff se rende ao brasileiro, que vinha se permitindo até a apostar com o técnico liberações para ir ao Brasil caso marcasse dois gols em um jogo — aposta que ele frequentemente ganhava. Todavia, ele não consegue o mesmo sucesso na Liga dos Campeões da UEFA: o time chega à final, mas ele marca apenas duas vezes, ambas na primeira fase, ambas em cada duelo contra o Spartak Moscou. Na final, os favoritos blaugranas são goleados por 0 a 4 para o Milan.
A temporada de 1994–95, apesar da saída de Laudrup para o arquirrival Real Madrid, começa inspiradora: Romário volta a Barcelona com alguns dias de atraso como campeão e grande destaque da Copa do Mundo de 1994, torneio onde Stoichkov também destacara-se como artilheiro e condutor de uma campanha histórica da Bulgária a um quarto lugar. O Barcelona havia contratado ainda outra estrela da Copa, Gheorghe Hagi, respondendo ao Real (onde o romeno havia jogado). Barcelona sem ele ainda ganha o Troféu da Cidade de Salamanca e mesmo ele já estando no clube não participa da conquista da Supercopa da Espanha visto estar se recuperando de uma lesão. E é justamente na Liga dos Campeões que Romário teria uma última noite de gala no Camp Nou, em que a dupla com Stoichkov marca três vezes em um 4 a 0 sobre o Manchester United. "Não pudemos com a velocidade de Stoichkov e Romário. A rapidez com que atacavam era algo totalmente novo", declararia o técnico britânico, Alex Ferguson.
Porém, Romário não duraria mais do que aquele semestre na Espanha: desejando voltar ao Brasil, força sua saída do Barcelona, mesmo seu passe sendo avaliado em US$ 12 milhões de dólares. Na época, com grandes clubes da Europa querendo o jogador, em destaque para a Juventus, que estava sondando sua contratação o ano inteiro. "Romário nunca voltou de fato depois da Copa do Mundo. Seu corpo estava em Barcelona, mas sua mente estava no Rio", declararia Stoichkov, de quem o brasileiro chegara a se distanciar. O Barcelona teve de aceitar e reduzir o valor do contrato, mesmo abaixando para US$ 9 milhões de dólares, acabou o vendendo por US$ 4,5 milhões, porém, depois o Flamengo deu mais US$ 2,5 milhões parcelados, fechando a compra em US$ 7 milhões de dólares.
No Barcelona, Romário viveu o período mais brilhante tido pelo clube até então, momento bastante acompanhado por telespectadores do mundo inteiro, com muitos deles passando a torcer pelo Barça a partir dali. Ele também acabaria responsável por reiniciar a trajetória de sucesso de jogadores brasileiros na equipe. Até então, o único que fora ídolo havia sido Evaristo de Macedo, na década de 1950. Entre ambos, passaram pelo clube outros seis brasileiros, incluindo Marinho Peres e Roberto Dinamite, todos sem êxito. Depois da passagem fugaz, mas brilhante, de Romário, o Barça teria sucesso particular com outros brasileiros de nomes iniciados em R — Ronaldo, Rivaldo e Ronaldinho Gaúcho, além também de Giovanni, Thiago Motta, Edmílson, Belletti, Daniel Alves, Neymar e Deco (este último, após naturalizar-se português). A última lembrança vitoriosa do Romário com a camisa catalã ocorreu em 21 de dezembro de 1994, quando ele ao lado do búlgaro Stoichkov levantou o prêmio Onze d'Or de melhor jogador da temporada na Europa em 1994 para a torcida do Barcelona em pleno Camp Nou.

### Flamengo
No início de 1995 o Flamengo contrata o jogador, em uma inusitada jogada de marketing, após cerca de três a quatro meses de negociações com o Barcelona, facilitadas com a colaboração do próprio Romário. O negócio foi feito graças a uma mobilização de empresas desejosas em ter, em contrapartida, a imagem do craque. Em agosto de 2019, em uma enquete realizada pelo site GloboEsporte.com com 100 pessoas, entre jornalistas e ex-jogadores, essa contratação foi eleita a maior da história do futebol brasileiro.
Romário foi o 1º jogador jogando fora da Europa (e o único até hoje, já que no anúncio da FIFA, na época feito no dia 30 de janeiro de 1995 em Lisboa, ele já estava oficialmente contratado pelo Flamengo, onde já tinha inclusive estreado) a ser eleito o Melhor Jogador do Mundo pela FIFA em 1994, devido ao seu bom desempenho pelo Barcelona e papel decisivo no tetracampeonato mundial brasileiro: para isso, Brahma, Banco Real, Rede Bandeirantes e Multiplan forneceram os recursos para a contratação do Baixinho que chegou como o jogador mais bem pago do Brasil com salário de R$ 62,5 mil mensais. Como grande contratação do ano em que o Flamengo festejava seu centenário, Romário chegou festejado pelos flamenguistas, fazendo desfile, em carreata, para 1 milhão de pessoas. Ofusca a chegada de outro tetracampeão, curiosamente também consagrado em um rival, o Fluminense: Branco.
Romário começou bem, conseguindo o título da Taça Guanabara de 1995 marcando três vezes na final contra o Botafogo. O título estadual, todavia, ficaria com o time de melhor campanha em um octogonal final. Na véspera da partida decisiva, contra o Fluminense, Romário desentende-se com o técnico Vanderlei Luxemburgo. Chega a marcar na partida mas não termina o campeonato com a artilharia, que seria de Túlio Maravilha, do Botafogo, e o título fica com o Fluminense, em uma das partidas mais lembradas do clássico: com a vantagem do empate, o Flamengo chegou a alcançar a igualdade após estar perdendo por 0–2, mas o Tricolor consegue a vitória no final, no famoso gol de barriga de Renato Gaúcho (que assim fica também com o título simbólico de Rei do Rio).
Para o Campeonato Brasileiro de 1995, a diretoria flamenguista tenta superar a decepção, contratando Edmundo para formar com Romário e Sávio o "melhor ataque do mundo". Além do Animal, credenciado com uma passagem vitoriosa pelo Palmeiras e ex-ídolo também do rival Vasco, chegam ainda Ronaldão (outro tetracampeão), Djair e Luís Carlos Winck. A amizade com Edmundo, que resulta até em um rap de ambos, apresentado na chegada do reforço, porém, não resulta em gols suficientes para levar o Flamengo às fases decisivas do Brasileirão e o Flamengo acaba nas últimas posições da tabela, sendo salvo do rebaixamento por desempenho pior de Paysandu e União São João, que foram os 2 últimos colocados gerais. Paralelamente, a equipe vinha bem na Supercopa Libertadores 1995, chegando à final contra o Independiente. Após perder por 0 a 2 na Argentina, o Flamengo venceu, com um gol de Romário, na volta, mas por apenas 1 a 0, perdendo a última oportunidade de conseguir uma taça no centenário. A participação de Romário na Supercopa Libertadores deste ano ficou marcada também pela voadora que acertou no zagueiro Flavio Zandoná em partida contra o Vélez Sarsfield. Zandoná havia dado um soco em Edmundo.
No ano de 1995, fica em 4º lugar na eleição de Melhor do Mundo da FIFA pelo seu desempenho, um grande feito para um jogador que atuou a temporada inteira no Brasil. Em 1996 o Flamengo conquista o Campeonato Carioca de forma invicta. Romário, mais uma vez, é artilheiro do estadual. O Flamengo conquista também a Copa Ouro Sul-Americana. Romário não fica para o Campeonato Brasileiro de 1996; no dia 10 de junho de 1996 ele se envolve em uma transação mal sucedida que trouxe de volta o atacante Bebeto, e o Baixinho acaba emprestado ao Valencia que demonstrava interesse desde 1993 em ter o jogador.

### Valencia
Em 10 de junho de 1996, foi anunciado pelo Valencia. Romário chega no Valencia como o jogador mais bem pago do mundo com um salário de US$ 3,6 milhões de dólares por temporada, mas pouco dura no Valencia, por coincidência tem sua estreia em um amistoso contra seu anterior clube o PSV e marca seu primeiro gol pelo Valencia em outro amistoso contra o time Colônia (ALE) e acaba ganhando apenas dois torneios, Torneio Naranja em cima do próprio Flamengo, porém, não disputa esse jogo e durante o torneio marca apenas um gol contra o Perugia na competição e também ganha o Troféu de la Generalitat Valenciana no qual ele também marca apenas um gol contra o Feyenoord e ganha o título em cima do time espanhol Hércules. Logo após desentende-se com o técnico Luis Aragonés e vê-se isolado no elenco, que apoia o treinador.
Apesar do interesse de Vasco, São Paulo e até do Boca Juniors, onde atuaria com Diego Maradona e Claudio Caniggia, o jogador programou, ainda antes do fim do ano, sua volta ao Flamengo, após lesionar-se no final de setembro, mesmo assim ainda fica em 10º lugar na eleição de Melhor do Mundo da FIFA pelo seu desempenho no ano de 1996.

### Retorno ao Flamengo
No dia 26 de outubro de 1996, retorna ao Flamengo em um período de empréstimo até 25 de julho de 1997 e vai com o Flamengo a duas decisões, mas ambas são perdidas em empates por 2 a 2: o Torneio Rio-São Paulo, contra o Santos, e a Copa do Brasil, contra o Grêmio, em que ele chega a marcar. Resta-lhe apenas sua terceira artilharia seguida no Cariocão. Tornou-se também o segundo jogador a marcar gols contra os 4 grandes paulistas no mesmo ano.

### Retorno ao Valencia
Joga apenas quatro partidas no Campeonato Brasileiro de 1997, marcando seus três gols em um único jogo, em um 4 a 1 contra o Goiás, chega a ser pedido por Ronaldo para a Inter de Milão contratá-lo para jogarem juntos no time italiano, porém, ele retorna para um novo curto período no Valencia e, sem ele, o Flamengo até consegue chegar às fases finais do Brasileirão, mas é eliminado para o Vasco – futuro campeão.
No Valencia, ele tem novas frustrações: o técnico Jorge Valdano, que pedira pela sua volta, demonstra tolerar o comportamento boêmio do atacante, declarando posteriormente que, de fato, o contrato do astro previa em uma cláusula essa liberdade para o Baixinho. O Valencia inicia ganhando a Copa Fuji sem ele, pois Jorge Valdano prefere poupá-lo para os jogos seguintes. A reestreia de Romário acontece em um amistoso contra o Atlético de Madrid, onde ele marca um golaço de fora da área, gol esse que foi escolhido pelo próprio Romário entre um dos gols mais bonitos da carreira dele. Alguns dias depois, Romário ganha o Troféu Agrupación de Peñas Valencianistas, com ele dando o passe para o gol durante a partida, sendo capitão e marcando um gol na decisão por pênaltis em cima do Racing Santander. Pouco tempo depois, Romário machuca-se. Valdano cai logo após a terceira rodada do Campeonato Espanhol, e quando Romário recuperou-se, desentendeu-se com o novo treinador, Claudio Ranieri.

### Terceira passagem pelo Flamengo
Romário acabou sendo deixado na reserva de Marcelinho Carioca, e mesmo com o interesse de mais um clube italiano em tê-lo, dessa vez o Napoli, o atacante preferiu voltar para o Brasil e logo acertou um novo retorno ao Flamengo, em definitivo, no dia 18 de dezembro de 1997.
No entanto, o ano de 1998 não se mostrou muito melhor: no Campeonato Carioca, onde foi pela quarta vez consecutiva o artilheiro, o título ficou com o Vasco. Já no Campeonato Brasileiro, o time não encontrou um padrão de jogo e acabou ficando de fora das fases finais. Mais do que isso, Romário acabou cortado da Copa do Mundo FIFA de 1998. Em 1999, o título estadual foi, sobre o favorito Vasco de Edmundo, reconquistado, e Romário emendou sua quinta artilharia seguida no torneio. Ele destacou-se também no Torneio Rio-São Paulo, mesmo com o time não chegando às fases finais. Ao driblar o volante Amaral com um elástico e completar a jogada com um gol sem ângulo, ele foi aplaudido pela torcida adversária, em um 3 a 0 sobre o Corinthians em pleno Pacaembu.
No Brasileirão, o Flamengo chega a fazer uma boa campanha, mas perde uma série de jogos na reta final e fica novamente eliminado das fases finais. A maior decepção fica na Copa do Brasil: o time vencia o Palmeiras no Parque Antártica por 2 a 1 no jogo de volta da quartas de final, até os últimos dez minutos da partida, quando os alviverdes marcaram justamente os três gols que necessitavam e venceram o jogo por 4 a 2.
O maior alento rubro-negro em 1999 é a Copa Mercosul. O time vai avançando, com Romário obtendo nova artilharia. Porém, antes da segunda partida da semifinal — contra o Peñarol, em Montevidéu —, Romário e outros jogadores do Flamengo festejam em uma boate de Caxias do Sul horas depois de derrota para o Juventude, válida pelo Brasileiro. A despeito de ter marcado o gol do Flamengo no jogo (1 a 3), apenas o Baixinho acaba punido, tendo seu contrato rescindido por decisão do presidente Edmundo dos Santos Silva. Sem ele, o Flamengo consegue ser campeão da Mercosul.
Sem clube, Romário acertou seu retorno ao Vasco da Gama depois de onze anos. Deixou o Flamengo como o quarto maior artilheiro do clube ao lado de Pirillo, com 204 gols em 240 jogos, atrás apenas de Henrique Frade, Dida e do desafeto Zico. Tendo marcado 46 gols naquele ano, recebeu a primeira Chuteira de Ouro da Revista Placar.

### Primeiro retorno ao Vasco
Ainda em 1999, chega ao Vasco sendo o jogador mais bem pago do Brasil com um salário de R$ 460 mil reais mensais pela diretoria do Vasco, joga amistosos na volta à equipe em que o revelou, marcando contra o Santa Cruz e o Raja Casablanca. Com o Vasco, disputa o primeiro Mundial de Clubes da FIFA, reeditando na equipe a dupla com Edmundo — abalada fora de campo anos antes, quando o Animal não concordou com as provocações de Romário a Zagallo e Zico na casa noturna que o Baixinho inaugurara pouco tempo após seu corte na Copa do Mundo FIFA de 1998, o Café do Gol. Romário marca três vezes no mundial: duas contra o Manchester United e uma contra o Necaxa, ambos na primeira fase do torneio e termina como artilheiro do mundial. Na final, em pleno Maracanã, o Vasco acaba perdendo para o Corinthians nos pênaltis e Romário experimenta vaias.
A decepção é temporariamente esquecida na final da Taça Guanabara de 2000: Romário, em sua primeira partida contra o Flamengo desde que deixou a equipe rubro-negra, marca impiedosamente três vezes em uma goleada de 5 a 1 que dá o título aos cruzmaltinos, em um domingo de Páscoa em que faz a torcida vascaína bradar: "É chocolate!". O título também ofusca na memória dos torcedores as rusgas com Edmundo: um mês antes da decisão, após jogo contra o Olaria, Romário voltou a atacar o antigo amigo, depois de marcar três gols no jogo (vitória por 4 a 1), declarando implicitamente que na "corte vascaína", ele seria o príncipe, o presidente Eurico Miranda seria o rei e Edmundo, o bobo.
A crise só volta a tona após a perda do título estadual: o Flamengo vence o segundo turno e leva a melhor nas finalíssimas contra o Vasco, que perde também o Rio-São Paulo, para o Palmeiras. Mas o respaldo de Romário junto a diretoria faz com que ela prefira se livrar não dele, mas de Edmundo, emprestado ao Santos.
Os títulos perdidos no primeiro semestre são compensados no segundo: em dezembro, o Vasco fatura a Copa Mercosul em uma virada histórica contra o Palmeiras, em pleno Parque Antártica: perdendo de 0 a 3, os cariocas reagem e viram a partida, com Romário marcando três vezes. Ele também leva o Vasco à final da Copa João Havelange, contra o surpreendente São Caetano. Marca um gol em cada partida da decisão (a segunda precisou ser remarcada para janeiro do ano seguinte) e consegue levantar pela primeira vez um Brasileirão, do qual termina como um dos artilheiros dentre as equipes do módulo Azul (ao lado de Dill e Magno Alves). Romário também fatura nova Chuteira de Ouro, após marcar incríveis 73 gols no ano, e a sua primeira (e única) Bola de Ouro da mesma publicação, como melhor jogador da competição, e duas Bolas de Prata: uma por ter sido o melhor atacante, e outra por ser um dos artilheiros da João Havelange, com vinte gols (dois a menos que Adhemar). Outra premiação foi concedida pelo jornal uruguaio El País: Romário, aos 34 anos, foi eleito oficialmente o melhor jogador da América. Devido o ano brilhante que Romário veio tendo no ano de 2000, acabou despertando grande interesse de clubes de fora, em destaque para a Internazionale, que ofereceu ao Vasco R$ 13,6 milhões de reais e um salário de US$ 4 milhões de dólares por temporada, ou seja, o dobro que o Romário ganhava no Vasco na época, mas Romário de início acabou descartando sua ida devido o fato do técnico do time o italiano Marco Tardelli não querer o jogador por achá-lo indisciplinado e com a idade de 34 anos avançada para jogar o Campeonato Italiano.
O ano de 2001 acaba não sendo tão bom, embora os gols não parem de sair. Romário continua sendo sondado pela Inter de Milão chegando a ser novamente pedido por Ronaldo para fazer dupla de ataque com ele na equipe, porém, Marco Tardelli continua brecando a sua chegada ao time, após a saída o técnico italiano do clube, chega o técnico argentino Hector Cúper e isso deixa Romário interessado em fazer parte da equipe italiana mas a diretoria do Vasco acaba querendo continuar com o jogador e por fim a grande esperança da Internazionale de ter o craque acaba sendo encerrada. Romário segue no Vasco sendo artilheiro do Brasileirão, recebendo nova Bola de Prata. Com 42 gols na temporada, o Baixinho é até hoje o único jogador vascaíno a ter ultrapassado a barreira dos 30 gols numa temporada pelo Vasco no Século XXI. Contudo, apesar dos gols, o Vasco fica sem títulos — com destaque para a terceira perda seguida do Campeonato Carioca para o Flamengo, sofrendo o gol da perda nos minutos finais; Romário não jogou a decisão, estremecendo a relação com a torcida. Na primeira (e única) vez em que disputa a Taça Libertadores da América, Romário marca apenas três vezes, e o Vasco, após terminar a primeira fase com seis vitórias em seis jogos, cai nas quartas-de-final após perder as duas partidas contra o Boca Juniors (detentor do título e futuramente bicampeão seguido).[carece de fontes?] É também o ano em que Romário desentende-se com o técnico da Seleção Brasileira, Luiz Felipe Scolari: o Baixinho pedira dispensa da Copa América de 2001 para uma cirurgia nos olhos, mas em seguida seguiu com o Vasco para disputar amistosos no México, irritando o treinador. Romário ainda assim, continua sendo sondado por grandes clubes europeus, sendo dessa vez, mais um grande clube da Itália, o Milan, mas a diretoria do Vasco não abre mão de deixar o jogador ir embora e o baixinho continua jogando pelo clube carioca.
No primeiro semestre de 2002, ainda marcou 26 gols pelo Vasco, mas arranjou atritos com a torcida, respondendo a insultos com gestos obscenos. Sem clima, especialmente após não ser chamado por Scolari para a Copa do Mundo FIFA de 2002, o atacante deixou o Vasco mais uma vez.

### Fluminense e breve passagem pelo Catar
Romário reapareceu no segundo semestre de 2002 como jogador do Fluminense, o terceiro grande carioca a defender — curiosamente, experimentando outra vez a sensação de ser a grande contratação de uma equipe que completava o centenário. Romário já chegou causando incômodo aos jogadores do clube devido ao fato de ser contratado para receber o maior salário do time, cerca de 170 mil reais por mês, sendo que o restante do elenco já estava com meses de salários atrasados. Em sua estreia, num jogo contra o Cruzeiro válido pelo Campeonato Brasileiro de 2002, o atacante levou mais de 70 mil pessoas ao Maracanã e correspondeu às expectativas, marcando duas vezes na goleada por 5 a 1.
A boa campanha inicial é seguida de tropeços — como na goleada por 2 a 5 para o Flamengo, em que Romário perde pênalti, uma derrota por 0 a 3 para o Palmeiras, em pleno Maracanã, e o pior vexame, um 0 a 6 para o São Paulo. Neste jogo, ainda antes dos gols, RRomário deu um tapa no rosto de Andrei, companheiro de equipe do baixinho na ocasião, após uma falha do zagueiro tricolor. Posteriormente, Romário foi suspenso por um jogo pelo Superior Tribunal de Justiça Desportiva (STJD).. A popularidade do Baixinho com a torcida é visível na reapresentação do time nas Laranjeiras: "Valeu Romário. Faltam agora o César, o Flávio e companhia", dizia uma faixa, em alusão a outros jogadores tricolores em má fase na época. Mesmo na comissão técnica, sua ascendência é grande, a ponto de se mostrar mais comandante do time do que o próprio técnico Renato Gaúcho e de impor a escalação do amigo Beto, fora de forma.
- Em 2003, quando era jogador do Fluminense, Romário agrediu um torcedor tricolor após um treino. No dia do incidente, torcedores insatisfeitos com a campanha do time no Campeonato Brasileiro compareceram ao treino da equipe no Estádio das Laranjeiras a fim de xingarem os atletas. Ao final do treino, Romário discutiu e brigou com um dos torcedores presentes na arquibancada do estádio, episódio que envolveu agressões físicas.[126]

Ainda assim, o Fluminense consegue se classificar com um gol decisivo de sua maior estrela: a dez minutos do fim, na última rodada da primeira fase, contra a Ponte Preta, ele rouba a bola do zagueiro Marinho na área adversária e sedimenta uma grande virada — até dez minutos antes, o Fluminense perdia por 0 a 2. O Flu elimina o São Caetano e chega às semifinais, contra o Corinthians. O Tricolor vence no Maracanã por 1 a 0 com gol de Romário, mas acaba eliminado ao perder em São Paulo por 2 a 3 — os paulistas se classificam pela melhor campanha na primeira fase. Ainda assim, o desempenho do Fluminense é considerado satisfatório, ainda mais pelo fato de os três rivais terem brigado contra o rebaixamento naquele ano — em que o Botafogo caiu. E Romário fatura nova Chuteira de Ouro. Ainda em 2002, torna-se o primeiro jogador a, por 2 vezes, marcar gols nos quatro grandes paulistas no mesmo ano.
Assim como fizeram com Luxemburgo no Flamengo e com Edmundo no Vasco, as regalias e popularidade de Romário acabam fazendo com que um ídolo do time saia irritado. No caso do Fluminense, a irritação com tais favorecimentos — que incluíam até uma comissão técnica própria para Romário, com fisioterapeuta e preparador físico particulares — ocorre com dois no início de 2003: Roni e Magno Alves.
Porém, o próprio Baixinho acaba deixando o Flu, em março, seduzido pela proposta de 1,5 milhões de dólares estadunidenses do Qatar por três meses de contrato com o Al-Sadd. Esportivamente, a aventura não dá certo: Romário machuca-se, joga apenas três partidas, não marca e vê o Al-Sadd ganhar alguns títulos sem contar com ele que acabou ficando no banco de reservas. "É um craque, de talento indiscutível, mas só de vê-lo no treino já dá para sentir que não tem mais condição de ser profissional", afirma o treinador da equipe, o croata Luka Peruzović.
Volta ao Fluminense motivado pela busca ao milésimo gol, beirando na época o 900º segundo as suas contas. Tem uma exibição de gala contra o Guarani, no Maracanã, marcando três vezes, um deles de bicicleta, na vitória por 5 a 2 (gol de bicicleta, este, que foi seu único na carreira). Mesmo aos 37 anos, termina o ano com treze gols em 21 jogos, sendo o artilheiro do clube tricolor, salvando-o do rebaixamento ao garantir uma série de vitórias. Isso ameniza seu conflito com a torcida. No Returno do brasileirão, após sua equipe perder de 6x0, para o Goiás, no Serra Dourada, um tricolor protestou contra a má fase, atirando 6 galinhas no campo de treinamento, Romário agrediu o torcedor, que denunciou o baixinho, e 6 anos após a ocorrência recebeu uma indenização de 60 salários mínimos.
Em 2004, o Fluminense reúne, com o aval de Romário, um time de renomados: chegam Ramon, Roger e até o desafeto Edmundo fazendo a torcida apelidar o time de Flu-Galáctico fazendo alusão ao time do Real Madrid que tinha esse apelido na época. Assim como em 2003, quando pedira pela contratação de Léo Inácio, volta a exigir a vinda de um amigo, Leonardo Moura. Tais regalias eram fundamentadas na alta expectativa de que Romário se aposentasse ao final do ano. No Carioca; o Fluminense chega à final, da Taça Guanabara, mas perde o título para o Rubro Negro. Na Taça Rio nada foi diferente, apesar da chegada do técnico Ricardo Gomes, querido pela torcida. No returno do campeonato novamente foi vice, perdendo para o Vasco de 2–1, o baixinho marcou de pênalti para o tricolor.
No Brasileiro, suas regalias continuam e enfim ele alcança o gol de número 900 contra o Paysandu em 22 de Abril. Seu pouco respeito aos técnicos que se seguem na equipe continua: ao ouvir que Alexandre Gama reclamava das frequentes ausências do Baixinho nos treinamentos, solta que "o cara mal chegou no ônibus e já quer sentar na janelinha". Pressionada pelos patrocinadores da Unimed, que pagam a maior parte do alto salário da estrela, a diretoria impõe a escalação de Romário. Sem tanta participação dele, o clube consegue um nono lugar, em campanha melhor que a do ano anterior. Suas ausências não comprometeram a equipe, o Fluminense estava com excelentes jovens atacantes e meias, que com Roger fazendo a diferença, estavam tendo a oportunidade de brilharem fazendo gols no torneio. Em sua última partida, é vaiado ao ser substituído após pouco fazer em campo em uma derrota de 1 a 4 para o Goiás, no Maracanã.
Sem um bom ambiente, seu contrato não se renova.

### Terceira passagem pelo Vasco
No início de 2005 há uma indefinição sobre a continuação de sua carreira profissional. Fontes no início do ano chegam a afirmar que ele encerraria de fato a carreira, mas o jogador desconfirma: no dia 23 de janeiro ele faz sua primeira partida do ano, com a camisa do Vasco. Romário surpreende outra vez, ficando na vice-artilharia do Carioca, embora o clube não chegue às finais.
Pela terceira vez no Vasco, Romário mantém suas características: os gols e sua imposição sobre os técnicos. Pelo Campeonato Brasileiro de 2005, chega a fazer a preleção, na presença do treinador Dário Lourenço. O técnico cai após derrota para o Flamengo. Romário também se desentende com Pelé, que lhe sugerira aposentar-se: "O Pelé calado é um poeta. Tinha era que colocar um sapato na boca". No Brasileirão, ele consegue na reta final chegar à artilharia, superando Robgol, do Paysandu. Torna-se, aos 39 anos de idade, o mais velho jogador a terminar o campeonato como artilheiro, o que lhe premia com sua quarta Bola de Prata, a terceira delas como prêmio pela artilharia.
Próximo ao milésimo gol, Romário motiva-se a continuar jogando, recebendo total apoio do Vasco: o clube oficialmente anuncia o Projeto Romário 1000 Gols, que gera polêmica por transformar jogos-treino contra equipes fracas em amistosos com súmula e uniforme oficial, para facilitar o desejo de Romário.

### Estados Unidos e Austrália
Em meio ao baixo rendimento e desconforto que suas regalias geravam nos colegas, acaba saindo no início de 2006; quando surge a proposta do Miami, Vasco e Romário decidem aceitá-la: em uma liga menos forte, ele teria melhores condições de se aproximar do milésimo gol, havendo o compromisso moral de retornar ao Vasco para marcá-lo.
No Miami, Romário joga na United League Soccer, uma liga paralela, em nível técnico, do futebol estadunidense, uma vez que as equipes principais integram a Major League Soccer. Ali, ao invés de ter colegas enciumados, convive com um elenco cheio de fãs, e recebe tratamento de celebridade da pouca mídia local focada no futebol, ao invés de críticas. Também era poupado de algumas viagens mais longas.
Mesmo com Romário sagrando-se artilheiro da USL, o Miami não conseguiu chegar às fases finais. Com isso, ele, parado nos 985 gols, resolve procurar uma nova equipe. Em outubro, chega a se apresentar como reforço do Tupi, de Juiz de Fora. Porém, acabou impedido de atuar por determinação da CBF, já que acertou seu contrato com o clube mineiro após o término do prazo para transferências internacionais para o futebol brasileiro. Assim, ele acaba indo para o Adelaide United, da Austrália, para receber 250 mil dólares estadunidenses por seis partidas: dois amistosos, um contra o próprio Miami e outro contra um combinado de jogadores da Austrália Meridional, e as quatro primeiras partidas da A-League.
A passagem pelo Adelaide não é boa, com apenas um gol marcado. Em janeiro de 2007, volta ao Vasco da Gama, acertando sua quarta passagem pelo time.

### Quarta passagem pelo Vasco
Romário defende a equipe no Carioca, onde alcança o gol 998 antes de um clássico contra o Flamengo. No jogo contra o Fla, o Vasco vinha vencendo por 2 a 0 e Romário marca o 999º gol da carreira a dez minutos do fim. Aos 42 minutos do segundo tempo, ele tem a chance de fazer o milésimo, mas o goleiro Bruno impede com a ponta do pé direito. Romário tem duas chances em outros dois clássicos, ambos contra o Botafogo, mas passa em branco nos dois. Em um deles, o time é eliminado nos pênaltis da decisão, sem que ele cobrasse.
Em 4 de maio de 2007, cria-se nova expectativa, em jogo contra o Gama, pela Copa do Brasil. Prevista para São Januário, a partida é "deslocada" para o Maracanã a pedido do atacante, desejoso em fazer seu milésimo gol oficial no estádio. Todavia, ele não marca e o Vasco é eliminado naquele dia pela equipe brasiliense. A marca histórica finalmente vem no dia 20 de maio, em São Januário mesmo, já pelo Brasileirão. Ele, assim como Pelé, atingiu o milésimo cobrando pênalti. O adversário foi o Sport.
Com a sua última ambição como jogador finalmente alcançada, Romário jogou poucas vezes depois, contra Fluminense (1–1), Grêmio (em que marcou o 1001º e o 1002º na vitória por 4–0) e Botafogo (0–4). Nove dias após o jogo contra o Botafogo, sentiu dores no tornozelo direito. O atacante se revezava entre o tratamento e homenagens: saudado no Palácio Guanabara pelo governador do Rio de Janeiro, Sérgio Cabral, recebeu dele o convite para ser embaixador da cidade visando a Copa do Mundo FIFA de 2014. Em agosto, recebeu em Monte Carlo, Mônaco, um prêmio Golden Foot para jogadores acima de 29 anos, chegando a pôr os pés em uma calçada da fama.
No mesmo mês, teve sua estátua em São Januário inaugurada, no dia em que o Vasco enfrentou o América de Natal, atrás das mesmas balizas onde marcara seu milésimo gol oficial. Ele voltou a ser relacionado em um clássico contra o Flamengo, mas não entrou em campo, mesmo com o time sendo derrotado, resultado que provocou a demissão do técnico Celso Roth. Romário acabou assumindo como jogador-treinador interino para a partida seguinte, o jogo de volta contra o América-MEX pela Copa Sul-Americana (vitória por 1–0), atuando na mesma partida como técnico e, no decorrer dela, como jogador.
Em dezembro de 2007, Romário foi pego em exame antidoping realizado após uma partida realizada pelo Campeonato Brasileiro. A substância encontrada no organismo do futebolista foi a finasterida, utilizada na composição de tônicos capilares e considerada como proibida. Em coletiva de imprensa, Romário afirmou que tomava na época um tônico capilar para evitar queda de cabelo.
Segundo Dr. Eduardo de Rose, a Agência Mundial Antidoping (WADA) classificava a finasterida como agente mascarante por tornar difícil a um laboratório detectar a presença de esteroides anabolizantes no organismo e por isso consta na lista de substância proibidas da agência. No dia 14 de fevereiro de 2008, Romário foi absolvido da acusação de doping por unanimidade pelo Pleno do Superior Tribunal de Justiça Desportiva (STJD). Anteriormente, em 18 de dezembro de 2007, o atacante havia sido condenado a 120 dias de suspensão pela Segunda Comissão Disciplinar do STJD, ficando impedido de atuar como jogador e como treinador neste período.
Ficou efetivado como treinador do Vasco até o dia 6 de fevereiro, já pelo Campeonato Carioca de 2008, quando pede demissão do cargo. Segundo ele, por interferência do presidente Eurico Miranda, que o teria obrigado a escalar Alan Kardec, para vendê-lo ao exterior, enquanto Romário preferia utilizar Abuda. Em fevereiro de 2008, Romário anunciou que se aposentaria no dia 30 de março. Rumores chegaram a surgir ligando-o a uma volta ao Flamengo para um jogo de despedida, o que enfureceu Eurico Miranda, que ameaçou tirar a estátua de Romário. O Baixinho chegou a divulgar que pensava em fazer um jogo de despedida no Maracanã. Segundo o próprio Romário, deveria ser algo bem organizado, em grande estilo, em conjunto com a CBF, a Seleção Brasileira e os três grandes clubes que defendeu no Rio de Janeiro.
Em 14 de abril de 2008, em um evento realizado no Rio de Janeiro, organizado para o anúncio do lançamento de um DVD sobre sua carreira, porém, Romário anunciou oficialmente sua aposentadoria do futebol.
| “ | "Pensei, repensei e decidi parar. Depois de seis meses sem jogar, era difícil voltar para jogos oficiais. É hora de dizer "Parei". (...) Oficialmente não jogo mais. Parei. Minha fase passou. Tenho consciência de que tudo foi muito divertido." | ” |

### America-RJ

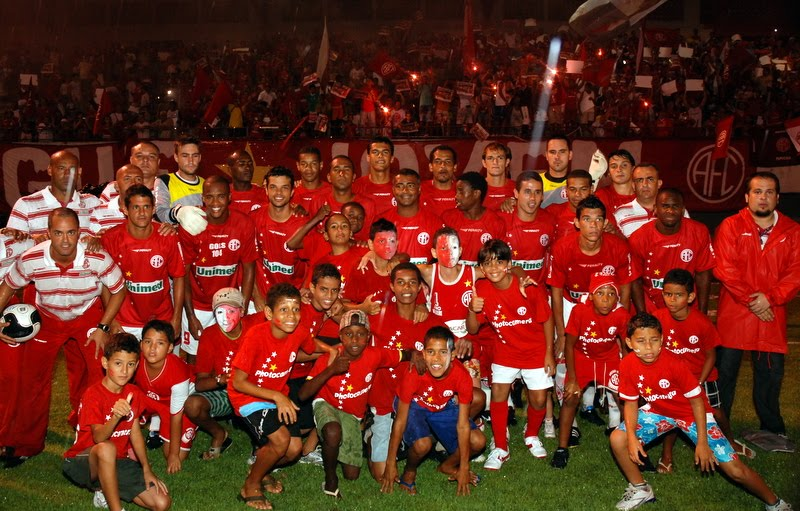
America campeão do Campeonato Carioca da Série B de 2009, capitaneado por Romário.

Em 12 de agosto de 2009, Romário surpreendeu o Brasil ao anunciar sua volta aos gramados para defender o America, na Segunda Divisão do Campeonato Carioca. Segundo o Baixinho, era para realizar um sonho de seu pai Edevair, notório torcedor americano, falecido em 2008. Romário já havia prometido ao pai, anos antes, que encerraria a carreira no clube.
Curiosamente, ele já havia disputado um jogo vestindo a camisa rubra do America, enquanto seu pai ainda estava vivo. Fora em 23 de dezembro de 1993, no amistoso festivo que marcou a despedida do ídolo americano Luisinho Lemos, tendo marcado quatro gols contra a equipe dos Amigos do Luisinho, em uma das partidas que ele oficialmente registrava em suas contas de gols, mas que eram contestadas por parte da mídia esportiva. Posteriormente, se declararia ele também, torcedor do clube rubro. Romário já havia prometido ao pai, anos antes, que encerraria a carreira no clube. Ainda antes, em 19 de dezembro de 1987, fez dois gols pelo Combinado do America, que venceu a Seleção Carioca por 6 a 4; tal combinado estava formado por jogadores do America, ex-atletas do clube e Romário.
Já sua estreia profissional pelo clube carioca ocorreu em 25 de novembro de 2009, na vitória sobre o Artsul, que deu ao America o título do Campeonato Carioca da segunda divisão e marcou o retorno à elite em 2010. Mas esse retorno acabou sendo breve. Após a primeira e única partida oficial com a camisa do America, o Baixinho acabou assumindo a função de dirigente do clube e encerrou sua vitoriosa carreira de jogador.

### 1000 gols
Segundo pesquisa da Revista Placar, Romário é o jogador com maior número de gols em jogos oficiais da história do futebol, superando o próprio Pelé. Isto se deve ao fato de Pelé ter feito muitos gols nas excursões do Santos mundo afora pelos anos 1960, além do número muito menor de jogos oficiais no calendário futebolístico da época. A mesma publicação, todavia, questionou a marca do milésimo gol; quando o Baixinho somava, de acordo com as próprias contas, 955 gols, a Placar mostrou um levantamento questionando a validade de 101 deles — dentre os quais, partidas pelos juvenis do Olaria e do Vasco, jogos festivos que contaram com jogadores aposentados ou não profissionais e até em partidas pelo PSV Eindhoven não registradas pelo próprio clube. De acordo com a revista, uma contagem mais séria ainda o deixava, naquele momento, com 854. Para o jornalista Severino Filho, autor do livro Fried versus Pelé, "Em jogos de competição, o Pelé marcou 720 gols, enquanto o Romário fica próximo dos 700".
A polêmica em torno do milésimo prosseguiria com o Projeto Romário 1000 Gols, pelo qual o Vasco transformara jogos-treino em amistosos, gerando crítica de setores da imprensa e de ex-jogadores; Roberto Dinamite, Cláudio Adão e Dario mostraram-se contra as medidas do Vasco, afirmando que também teriam feito mais de mil gols se seus jogos-treinos e partidas de categorias infantis também fossem contabilizadas. Romário retrucou: "Pelé já marcou gol contra o Exército, bateu pênalti de terno e gravata quando Wembley foi demolido e valeu. Por que não posso contar meus gols contra times de segunda e terceira divisão?".
O então milésimo gol da carreira de Romário teria acontecido no dia 20 de maio de 2007. O gol foi marcado em um jogo do Vasco, sob comando do técnico Celso Roth, contra o Sport, em São Januário. O jogo foi válido pela 2ª rodada do Campeonato Brasileiro. O gol foi de pênalti: após o cruzamento de Thiago Maciel, o zagueiro Durval cortou a bola com a mão e o árbitro Giuliano Bozzano assinalou a penalidade máxima. O goleiro Magrão sofreu o gol. Romário foi homenageado pelo Vasco após o milésimo com a inauguração de sua estátua em São Januário, atrás das balizas onde o milésimo foi marcado, além da imortalização de sua camisa 11 no clube. O GloboEsporte também teria achado três gols que Romário não havia contabilizado, o que o faz ter 1005 gols.
Romário voltou a campo no último domingo de junho de 2008. O ex-atacante participou de um jogo festivo nas Ilhas Cayman pela Seleção do Resto do Mundo, contra a seleção local. A partida foi para celebrar o encerramento da carreira do melhor jogador das Ilhas, Lee Ramoon, que jogou 25 anos pela seleção do país. Romário, aos 27 minutos da etapa final, cobrando pênalti sofrido pelo jamaicano Kevin "Pelé" Wilson, fez 2 a 1 para os visitantes, contabilizando o então gol 1003. A TV Globo também achou em 2007 três gols que não foram contados na carreira do baixinho: um pela seleção do tetra de 1994 (um amistoso no qual reuniu craques do torneio, como Bebeto) e outros dois de jogos que o Vasco da Gama havia feito ainda antes de Romário ir para a Europa, nos anos 1980. Logo, se forem contados esses três gols, a sua conta chega a 1006. Já para a Placar, os gols válidos da carreira de Romário seriam 925.
Entretanto, a Federação Internacional de Futebol (FIFA) não reconhece oficialmente os 1000 gols de Romário, a FIFA exaltou o feito do centroavante brasileiro no dia do acontecimento mas ressaltou que esses gols seriam da conta pessoal do jogador que incluiria jogos não-oficias, sendo assim, gols não reconhecidos pela federação.

### Retorno pelo America-RJ - Presidente e jogador
Em novembro de 2023, Romário concorreu ao cargo de presidente do America-RJ para o biênio de 2024-2026. Sendo o único candidato ao pleito, foi eleito com 54 votos e assumiu o cargo em janeiro de 2024. Seu maior objetivo no clube seria fazê-lo subir, novamente, à primeira divisão do Campeonato Carioca.
Em 16 de abril de 2024, aos 58 anos, Romário saiu de sua aposentadoria de 15 anos ao ser inscrito no Boletim Informativo de Registro de Atletas (BIRA) como jogador do America. De acordo com ele, realizaria poucas partidas nesse retorno, pois a motivação do retorno aos gramados seria realizar o sonho de jogar ao lado de seu filho, Romarinho, também contratado pelo America em sua gestão. Romário garantiu que seu salário seria convertido como doação ao clube e que manteria conversas com o técnico Marcus Alexandre sobre seu papel no time.
Foi relacionado pela primeira vez na estreia do America na Série A2 do Carioca, um duelo contra o Petrópolis, em 18 de maio de 2024, mas passou os dois tempos da partida no banco de reservas. Mesmo sem entrar em campo, recebeu cartão amarelo por reclamação alguns jogos depois, por discutir à beira do gramado com a arbitragem durante o duelo contra o Araruama, em 15 de junho de 2024. O retorno de Romário aos gramados, projetado para a partida em questão, precisou ser adiado graças às dificuldades sentidas pelo America, que terminou o jogo perdendo por 1x0. Durante o correr da temporada, Romário afirmou que em "todos os jogos em casa, enquanto eu me sentir bem e não tiver nenhum tipo de lesão, você pode ter certeza que eu estarei aqui no banco".
O objetivo de Romário em elevar o America novamente à primeira divisão do Carioca mostrou-se infrutífero em 2024. O clube terminou o Carioca A2 tendo disputado 11 jogos, com 3 vitórias, 4 empates e 4 derrotas, e somando um total de 13 pontos - 6 a menos que o Audax, time que conquistou a 4ª posição na disputa pelas semifinais valendo o acesso à primeira divisão do estadual. Apesar de ter sido relacionado em múltiplos jogos, Romário efetivamente não entrou em campo pelo America durante o campeonato.

## Seleção Nacional

### 1985 - Copa do Mundo de 1990
Romário começou a jogar pela Seleção Brasileira desde as categorias de base. Em 1985 foi campeão e artilheiro do campeonato Sul-Americano Sub-20, porém, já enfrentava problemas com treinadores, algo que o marcaria: irritado com a falta de foco de Romário, que gostava de passar o tempo paquerando as mulheres que via, o técnico Gílson Nunes não o coloca na lista dos jogadores que vai disputar (e vencer) o Campeonato Mundial Sub-20, na União Soviética.
No ano seguinte, quando tem um começo de carreira profissional arrasador no Vasco da Gama, chega a ser pedido por parte da torcida brasileira para que fosse convocado por Telê Santana para a Copa do Mundo FIFA de 1986, mas o técnico sequer o cogita. É apenas em 1987 que Romário finalmente estreia com a seleção principal, recebendo a primeira chance com Carlos Alberto Silva em um amistoso contra Irlanda. É chamado para a Copa América de 1987. Como reserva, vê o Brasil cair ainda na primeira fase. A primeira vez que Romário utilizou a camisa 11 da Seleção foi em uma vitória do Brasil (1–0, gol dele) contra a Austrália, em Melbourne, pelo Torneio Bicentenário da Austrália de 1988.[carece de fontes?]
Com o mesmo treinador, vai às Olimpíadas de 1988, em que é a grande figura. Em busca do único título futebolístico que lhe faltava, o Brasil chega à final embalado pelos gols de Romário: dois contra a Nigéria (4–0), os três da vitória por 3–0 sobre a Austrália, na primeira fase; e, a dez minutos do fim na semifinal, o gol de empate em 1–1 contra a Alemanha Ocidental de Jürgen Klinsmann, vencida nos pênaltis. Após escanteio cobrado por Neto, Romário inaugura o placar na decisão, contra a União Soviética, mas os adversários viram a partida na prorrogação e ficam com o ouro.
Em 1989, com o Brasil já comandado por Sebastião Lazaroni, Romário volta ao Maracanã para disputar a Copa América, sediada no Brasil. Os brasileiros, que não venciam o torneio continental há 40 anos, conseguem triunfar sobre os rivais. No quadrangular final que decide o torneio, o Brasil vence a Argentina de Diego Maradona, com Romário dando assistência para Bebeto, marcando gol e chegando a driblar de caneta o astro rival. A partida decisiva é contra o Uruguai de Enzo Francescoli e de vários jogadores do Nacional, que meses antes lhe tiraram o título mundial interclubes, disputada em circunstâncias similares da Copa do Mundo FIFA de 1950: no mesmo 16 de julho, no mesmo Maracanã, com o Brasil tendo a vantagem do empate na última rodada de um quadrangular. Romário marcou o único gol da partida e entrou de vez nas graças dos torcedores brasileiros.
Romário era um dos trunfos do Brasil para a Copa do Mundo FIFA de 1990. No entanto, a três meses do mundial, sofreu uma lesão no Campeonato Holandês. O atacante tratou-se com o fisioterapeuta Nilton Petroni, o Filé — o mesmo que cuidaria de Ronaldo —, e recuperou-se a tempo de ir para a Copa. Ainda assim, só entrou na partida contra a Escócia e não balançou as redes.

### Copa do Mundo de 1994
Após a Copa, seguiu na Seleção. No entanto, após questionar o técnico Carlos Alberto Parreira sobre ter sido chamado para um amistoso contra a Alemanha em 16 dezembro de 1992 e ficado no banco de reservas (sem ele, o Brasil venceu por 3 a 1), acabou sendo deixado de lado, a despeito da boa fase que mantinha no PSV e, posteriormente, no Barcelona. Apesar do clamor popular, devido à decepcionante campanha rumo à Copa do Mundo FIFA de 1994, que chegou a incluir a primeira derrota brasileira nas Eliminatórias (0 a 2 para a Bolívia, em La Paz), Romário só voltou a ser chamado na última partida, por conta da contusão do atacante Müller.
Assim como na Copa América de 1989, o jogo decisivo foi contra o Uruguai, no Maracanã. Se perdesse, o Brasil ficaria de fora, pela primeira vez, de uma Copa do Mundo FIFA. Romário não deu chances. Em uma das atuações mais inspiradas já vistas no estádio, ele marcou os dois gols da vitória e garantiu seu lugar no mundial dos Estados Unidos, prometendo o tetracampeonato.
Na Copa, em que o estilo pragmático imposto por Parreira marcou o estilo de jogo da Seleção Brasileira, Romário, apesar de suas finalizações minimalistas, foi o responsável pelos momentos de maior brilho do Brasil. Antes da estreia, contra a Rússia, ficou sabendo de provocação do goleiro adversário, Dmitriy Kharin, o mesmo que conseguira sobre ele a medalha de ouro nas Olimpíadas de 1988. Respondeu completando para as redes, de primeira, um escanteio para inaugurar o placar e sofrendo o pênalti que seria convertido por Raí.
Na segunda partida, o Brasil enfrentaria a sensação da Copa anterior, Camarões. Venceu por 3 a 0 com ele marcando o segundo gol, deixando para trás três camaroneses — Émile Mbouh, Rigobert Song e Raymond Kalla — antes de chutar de bico, sua jogada característica, para bater Jacques Songo'o. Na terceira, fez o gol de empate contra a Suécia, passando por dois jogadores e enganando Thomas Ravelli. Mostrou-se decisivo também nas oitavas de final, contra os determinados anfitriões estadunidenses, que jogavam no seu dia de independência e estavam com um jogador a mais após a expulsão de Leonardo, dando o passe para Bebeto fazer o único gol da partida.
O confronto das quartas de final foi contra uma rival que ele conhecia bem após cinco anos de PSV Eindhoven, a Holanda. Ali foi a vez do Baixinho receber assistência de Bebeto e completar de primeira para as redes de Ed de Goeij, inaugurando um placar que terminaria em 3 a 2 para os brasileiros, que, nas semifinais, voltariam a enfrentar os suecos. Em uma partida mais dura que na primeira fase, ele marcou a dez minutos do fim o gol que recolocou o Brasil em uma final: recebeu cruzamento de Jorginho e, entre dois zagueiros suecos bem mais altos que ele, Roland Nilsson e Patrik Andersson, cabeceou de forma certeira, de cima para baixo, sem dar chances a Ravelli.
Na final, contra a Itália, Romário teria a chance de uma pequena vingança pessoal: cinco dos adversários eram jogadores do Milan que meses antes goleara o Barcelona na final da Liga dos Campeões da UEFA: Paolo Maldini, Franco Baresi, Demetrio Albertini, Roberto Donadoni e Daniele Massaro, além dos reservas Alessandro Costacurta e Mauro Tassotti. Foi inclusive sob a marcação de Baresi, "a mais implacável de toda a minha carreira" que ele acabou não produzindo tanto na final, chegando a errar para o gol vazio. O zero a zero nos tempos normal e extra encaminhou a disputa para os pênaltis, em que o Baixinho converteu colocada a sua cobrança, em que a bola acertou a trave de Gianluca Pagliuca antes de entrar.
Com os erros do próprio Baresi, de Massaro e da estrela Roberto Baggio, a Itália perderia nos penais o tetracampeonato para o Brasil. Romário, tido como o grande responsável pelo tetra brasileiro, foi o segundo jogador a receber a taça, depois do capitão Dunga. Seu papel decisivo na conquista voltou a ser simbolizado na volta ao Brasil, ao aparecer na janela do avião com a taça na mão, e foi bem lembrado pela FIFA ao final do ano, quando a entidade o escolheu o melhor jogador do mundo. Sobre a própria final, já chegou a declarar uma suposta tranquilidade antes da partida:
| “ | As pessoas ficam me perguntando o que eu senti naquela hora do Baggio olhando para mim antes da final. Senti p... nenhuma! Eu ligava para o Baggio? Sabia que era um jogador importante da Itália e tal, mas meus conhecimentos sobre futebol são nulos! (...) Não sei escalação de nenhum time, não vejo futebol (...) Não assisto TV. Odeio novela, jornal, programa esportivo... | ” |

### Olimpíadas e Copa do Mundo de 1998
Não chegou a jogar pelo Brasil nos anos de 1995 e 1996, quando a prioridade do técnico Zagallo era testar jogadores jovens, aceitáveis pelas regras do futebol nas Olimpíadas de 1996. Voltou em 1997, disputando e vencendo naquele ano uma Copa América e uma Copa das Confederações FIFA da qual também foi artilheiro, fazendo elogiada dupla com Ronaldo, dez anos mais novo e que seguia seus passos, no coração dos brasileiros e ao ter trocado também o PSV pelo Barcelona.
Os dois deveriam ser a dupla de ataque titular do Brasil na Copa do Mundo FIFA de 1998. Porém, a comissão técnica decidiu por cortá-lo após ele sofrer um estiramento na panturrilha, nos treinamentos, embora Romário garantisse que seria capaz de suportar as dores e de se recuperar a tempo ter condições para disputar a segunda fase (o que ele provaria, ao marcar um gol pelo Flamengo em jogo contra o Internacional dois dias depois de Brasil e Dinamarca, pelas quartas de final). O volante Emerson foi chamado para ocupar seu lugar e recebeu a camisa 11. Apesar da decisão do corte ter sido de toda a comissão, o Baixinho magoou-se principalmente com o coordenador Zico, encarregado de dar-lhe a notícia, e com o técnico Zagallo. Romário os "homenagearia" com caricaturas nos banheiros de sua casa noturna, o Café do Gol, em que o treinador estava sentando no vaso e Zico, à sua espera segurando o papel, o que lhe rende um processo de ambos. Apenas em 2009, pediria desculpas a Zico.

### Anos 2000
Após a Copa, com a derrota brasileira na final contra a anfitriã França, o técnico escolhido foi seu desafeto Vanderlei Luxemburgo. O Baixinho foi utilizado pelo treinador em apenas um jogo, na goleada por 5 a 0 contra a Bolívia, em que ele marcou três vezes. No entanto, apesar dos pedidos de que ele fosse chamado para as Olimpíadas de 2000 como um dos jogadores acima dos 23 anos, Luxemburgo não o convocou. Após o fracasso olímpico do Brasil e a demissão de Vanderlei Luxemburgo, Romário voltou a ser convocado, dessa vez pelo técnico interino Candinho. O atacante teve uma grande atuação contra a Venezuela e marcou quatro vezes na goleada por 6 a 0, em jogo válido pelas Eliminatórias da Copa do Mundo FIFA de 2002. Logo após, sob o comando do novo treinador Emerson Leão, o atacante acabou sendo chamado para alguns amistosos e jogos das Eliminatórias. Leão, no entanto, abriu mão de Romário e de outros jogadores, levando virtualmente um elenco B para a Copa das Confederações FIFA de 2001. Com um desempenho insatisfatório na competição, em que o Brasil acabou sendo eliminado na semifinal, Leão foi demitido e substituído por Luiz Felipe Scolari.
Com Scolari, Romário atuou pelas Eliminatórias contra o Uruguai, em Montevidéu, na derrota por 1 a 0. O treinador demonstrou interesse em chamá-lo para a Copa América de 2001, mas Romário pediu dispensa, alegando que realizaria uma cirurgia nos olhos. Todavia, em seguida, o atacante seguiu com o Vasco da Gama para amistosos no México, irritando profundamente Scolari, que o descartou de futuras convocações e não abriu mão de tal conduta mesmo com a campanha instável do Brasil nas Eliminatórias — a Seleção só se classificou no último jogo, contra a Venezuela. Romário voltou a ter clamor público contra o treinador, mas Felipão, em março de 2002, insinuou que o veterano só fazia gols contra times fracos: "Não adianta fazer quatro gols no Bambala e no Arimateia. E quando jogar com a Argentina?".
Apoiado até pelo presidente Fernando Henrique Cardoso, Romário chega a chorar em uma entrevista coletiva, em abril de 2002, semanas antes da convocação, para sensibilizar o treinador, mas não tem sucesso; Scolari escolhe Ronaldo, Rivaldo, Luizão, Edílson e Denílson para o ataque. Romário acaba acompanhando o mundial, em que o Brasil, sem ele, consegue o pentacampeonato, como comentarista da TV Globo. Posteriormente, admitira que teria torcido para o Brasil não ganhar aquela Copa, tendo feito o mesmo em 1998.
Em 2004, voltou a vestir a camisa da Seleção em dois amistosos que reuniram veteranos de 1994. A CBF apoiou, cedendo uniformes oficiais e até o treinador, que era novamente Parreira. As duas partidas, contra o México, marcavam também a despedida do goleiro adversário, Jorge Campos. Ainda assim, faria mais uma partida para despedir-se, em 27 de abril de 2005, contra a Guatemala — partida esta que a Rede Globo transmitiria exatamente na semana em que comemorava 40 anos de operação. Ele marca o segundo gol da vitória por 3 a 0 — tento que ele dedicaria à recém-nascida filha Ivy, possuidora de síndrome de Down, ao exibir uma camisa que vestia por baixo do manto canarinho, com a frase "Tenho uma filhinha Down que é uma princesinha" — e chora ao sair para ser substituído, aplaudido de pé pelos torcedores. Ainda em 2005 joga mais um amistoso de veteranos da seleção contra o México e marca mais 3 gols, somando um total de 85 gols com a camisa da seleção brasileira contando com os 25 gols das categorias de base e seleção olímpica, 5 em jogos festivos, 55 em jogos oficiais e um gol que ele fez em 1997 pela Copa América que na súmula o juiz acabou dando contra para o jogador mexicano Camilo Romero, o que daria um total de 86 gols do baixinho com a camisa amarelinha.

## Política

### Deputado Federal

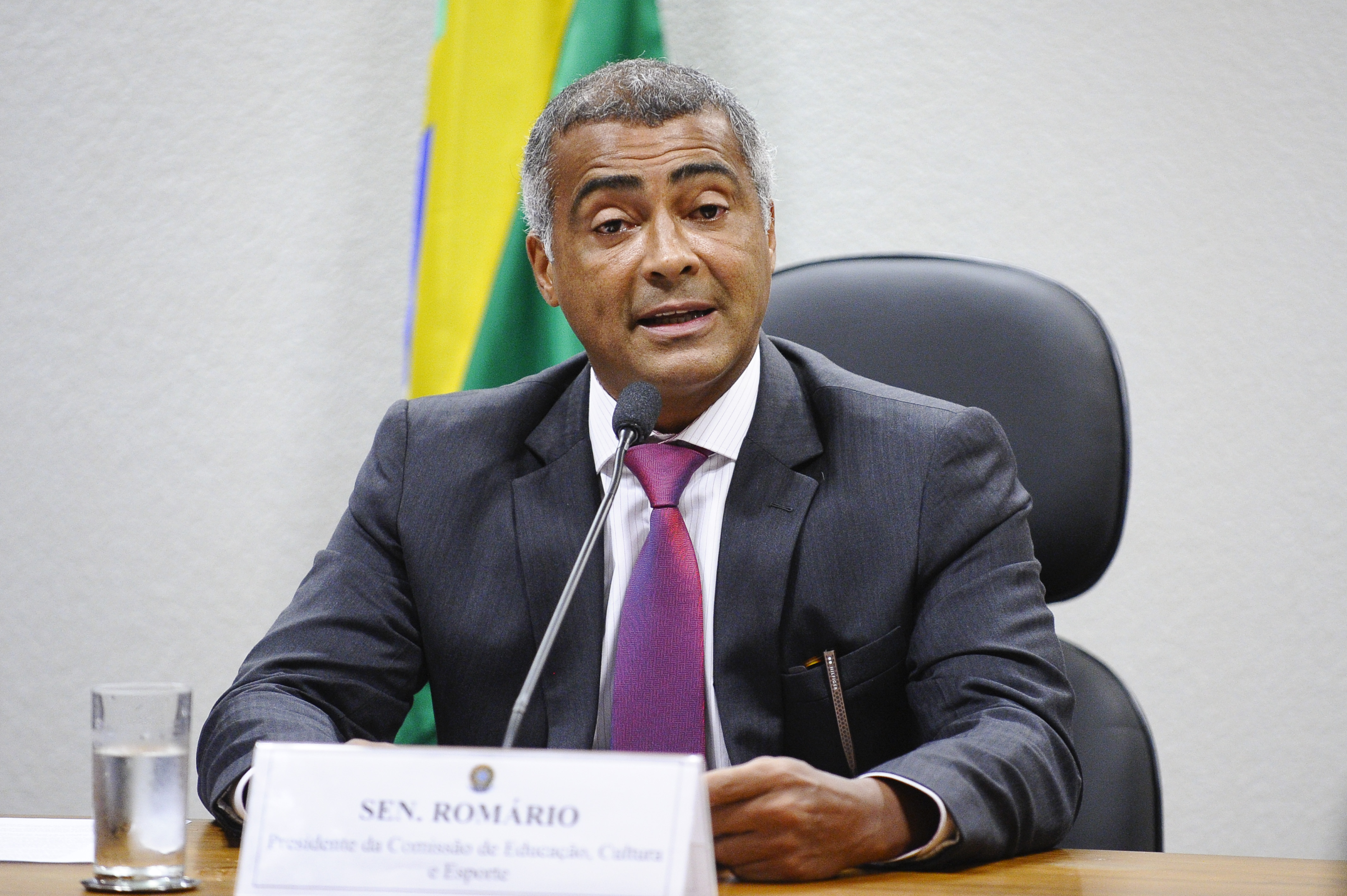
Romário discursando na comissão de Educação, Cultura e Esporte.

Em 2009, anunciou sua entrada na política, filiando-se ao PSB. Concorreu ao cargo de deputado federal pelo estado do Rio de Janeiro nas eleições de 2010, sendo eleito o sexto candidato mais votado do estado.
Foi eleito presidente da Comissão de Turismo e Desporto da Câmara em 6 de março de 2013. Meses depois, em 9 de agosto, anunciou sua desfiliação do PSB, que o obrigou a deixar a presidência da comissão. Romário regressou ao partido em 26 de setembro de 2013, tornando-se também presidente do partido no estado do Rio de Janeiro.

### Senador
Em 5 de outubro de 2014, elegeu-se senador pelo Rio de Janeiro com 4.683.963 votos, correspondendo a 63,43% dos votos e 38,53% do número de eleitores.
Em abril de 2015, concedeu uma polêmica entrevista à revista Placar em que revelou pela primeira vez o desejo de um dia se tornar prefeito do Rio de Janeiro e disse uma frase emblemática sobre a política brasileira:
| “ | Achava que política era lugar de ladrão e sacanagem. E eu acertei. | ” |

Em seguida à publicação, o senador pediu desculpas em sua conta no Facebook e disse que se empolgou durante a entrevista. Ele afirmou em nota que "existem ótimos políticos no Congresso Nacional”.
Apesar de sua negativa, em 27 de julho de 2015 a revista Veja publicou uma reportagem afirmando que obteve com o Ministério Público Federal o extrato de uma conta no banco suíço BSI em que Romário teria cerca de 7,5 milhões de reais. Imediatamente Romário respondeu com ironia às acusações e se deslocou até a Suíça para confirmar a existência da conta e do dinheiro. O banco BSI informou que o extrato publicado pela revista era falso e apresentou queixa ao ministério público da Suíça. Devido à falsidade das informações publicadas Romário abriu processo por danos morais e direito de resposta contra a revista Veja, apesar do pedido de desculpas e reconhecimento do erro publicados pela revista.
Em 2015, apresentou o Projeto de Lei que propunha o estabelecimento do Dia Nacional de Doenças Raras, que foi outorgado em 2018.

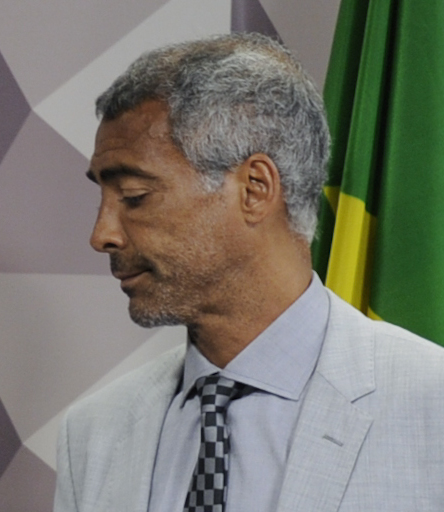
Romário em audiência na Comissão de Direitos Humanos e Legislação Participativa (CDH) em 2017

Em maio de 2016, o senador votou favoravelmente à admissibilidade de abertura de processo de impeachment de Dilma Rousseff. No mês seguinte, porém, declarou que ainda não havia decidido como votaria ao final do processo. Durante o governo interino de Michel Temer, o senador indicou a ex-deputada Rosinha da Adefal para a Secretaria da Pessoa com Deficiência. O sucesso da indicação foi interpretado, pela deputada Mara Gabrilli, como um acordo entre Planalto e Romário em troca de um voto favorável: "Depois de dizer publicamente que poderia votar a favor de Dilma, foi ao Planalto, esteve com o presidente Temer e pediu o cargo. Logo depois, como recompensa, a indicada dele se torna secretária. (…) Romário usa a causa das pessoas com deficiência para autopromoção." No mesmo dia, Romário declarou ao Globo que "Eu não ataco quem é do meu time. Hoje eu jogo do lado de todos aqueles que atuam em favor das pessoas com deficiência, por isso, embora bastante chateado com as declarações da deputada Mara Gabrilli, não vou revidar. (…) Fiquei especialmente estarrecido com acusação de usar a minha filha para me promover." Gabrilli vinha apoiando a jornalista Flávia Cintra e o militante Marco Pellegrini para o cargo. "Entendo que ela esteja frustrada por não ter sido atendida," acrescentou Romário. Em julho, informa O Globo, o senador emplacou outro indicado, agora na diretoria de administração de Furnas.
Romário foi considerado um dos pré-candidatos à prefeitura do Rio de Janeiro nas eleições de 2016. Ele confirmou o interesse na disputa após seu nome aparecer em segundo lugar numa pesquisa conduzida pelo Instituto Paraná Pesquisas. Mas em 21 de julho desistiu da candidatura e declarou apoio ao então colega de senado Marcelo Crivella, que acabara eleito, contrariando o partido, que havia se coligado com Índio da Costa — que acabara apoiando Crivella no segundo turno.
Em junho de 2017, Romário deixa o Partido Socialista Brasileiro para se filiar ao Podemos, antigo PTN. Ele ocupará a presidência do partido no Rio de Janeiro.
Em outubro de 2017, votou a contra a manutenção do mandato do senador Aécio Neves mostrando-se favorável a decisão da Primeira Turma do Supremo Tribunal Federal no processo onde é acusado de corrupção e obstrução da justiça por solicitar dois milhões de reais ao empresário Joesley Batista.
Em junho de 2019, votou contra o Decreto das Armas do governo, que flexibilizava porte e posse para o cidadão.
Em novembro de 2021, Romário votou a favor de projeto que formalizava as emendas do relator, também chamadas de orçamento secreto. Levantamento feito pelo jornal O Globo, mostra que Romário foi responsável por destinar ao menos 5 milhões de reais provenientes das emendas do relator.

### Envolvimento em acidente de trânsito
No dia 16 de dezembro de 2017, Romário se envolveu em um acidente de trânsito na Avenida das Américas, uma via que corta o bairro carioca da Barra da Tijuca. O acidente consistiu na colisão de um Porsche Macan Turbo, inscrito no nome da irmã do senador, com uma motocicleta. A vítima, o motociclista Ernesto Gill Cavalcante da Silva, sofreu uma grave fratura na bacia e teve que passar por uma cirurgia. A ocorrência foi registrada como lesão corporal culposa na 16ª DP (Barra da Tijuca). Posteriormente, Romário e Marcelo Antônio Soares Wagner, um amigo do ex-futebolista que teria relação com o acidente, fecharam um acordo, referente ao crime de lesão corporal, para o pagamento de um total de R$ 80 mil a Ernesto Gill.
Segundo informações iniciais do 31º BPM (Barra da Tijuca), Romário era o proprietário do automóvel que, no instante do acidente, seria dirigido por Marcelo Antônio. No entanto, segundo relatos de testemunhas, Romário foi visto deixando o carro pela porta do motorista, fato confirmado pelo senador. O político justificou os relatos afirmando que, por conta da batida, a porta do carona teria travado e que teve que sair pela porta da esquerda a fim de prestar socorro à vítima. Já de acordo com o depoimento de uma outra testemunha, Romário dirigia o veículo e que o ex-futebolista estaria sozinho no carro, hipótese reforçada por indícios de que Marcelo não estaria no local do acidente na hora da batida em razão do cruzamento de dados de antenas de operadoras de telefonia. Em razão de tais indícios e relatos, Romário passou a ser considerado autor do crime pelo Ministério Público do Estado do Rio de Janeiro (MPRJ).

### Acusações de ocultação de patrimônio
No dia 25 de fevereiro de 2018, uma reportagem do jornal O Globo denunciou que Romário teria ocultado parte de seu patrimônio a fim de evitar o pagamento de dívidas reconhecidas pela Justiça. Estima-se que o ex-futebolista possuía, em 2018, uma dívida de R$ 20 milhões com credores. A matéria apurou que os seguintes bens, avaliados em R$ 9,6 milhões, estiveram ou estão oficialmente registrados em nome de terceiros:
- Dois apartamentos localizados em frente à Praia da Barra da Tijuca, adquiridos em 2005 e que, embora quitados em 2008, permaneciam registrados no ano de 2016 em nome da construtora Cyrela. Em 2017, os apartamentos foram leiloados para a quitação de parte da dívida de Romário com uma empresa que havia prestado serviços para uma extinta casa noturna que o ex-jogador mantinha no passado. Um empresário arrematou ambos os imóveis por R$ 2,86 milhões.
- Uma casa situada em um condomínio fechado na Barra da Tijuca, supostamente vendida a Romário em 2015 por Adriana Sorrentino Borges, ex-esposa do ex-jogador Edmundo, e que não havia sido passada para o nome do senador até o dia da publicação da reportagem. O pagamento de algumas parcelas do IPTU de 2017 do imóvel, de acordo com comprovantes, foram feitos por Zoraidi de Souza Faria, irmã de Romário, por meio de conta no Banco do Brasil da qual Zoraidi é titular e Romário tem “amplos, gerais e ilimitados poderes” para a realização de movimentações.
- Um Porsche Macan Turbo, ano 2014, avaliado em cerca de R$ 350 mil e registrado em nome de Zoraidi de Souza Faria, irmã de Romário. O carro, que havia se envolvido em um acidente de trânsito em dezembro de 2017, foi apreendido em 2018 para o abatimento de dívidas do político com credores.

No dia seguinte ao da publicação da matéria, ao responder perguntas feitas pelo jornal O Globo, Romário negou que tivesse adquirido algum imóvel de Adriana Sorrentino, afirmou que os apartamentos citados pertenciam à empresa Romário Sports Marketing, firma que tem o senador como principal sócio, após serem transferidos pela Cyrela em 2016 e que não via irregularidades em relação à posse do veículo mencionado por sua irmã. Nas redes sociais, Romário declarou que todo o seu patrimônio estava declarado à Receita Federal dentro da legalidade e que a matéria estaria sendo utilizada politicamente contra ele visto que o político era pré-candidato a governador do estado do Rio de Janeiro na época.

### Proposta de delação de Hudson Braga
Em abril de 2018, a coluna Radar, da revista Veja, revelou parte da proposta de delação de Hudson Braga, coordenador da campanha de Luiz Fernando Pezão ao Governo do Estado do Rio de Janeiro em 2014, à Justiça. De acordo com a proposta de delação, Romário teria cobrado R$ 3 milhões para apoiar a reeleição de Pezão. O valor teria sido acertado em uma sala de reunião de um hotel, onde Romário teria indicado o valor com três dedos e confirmado com um gesto positivo temendo ser gravado. O pagamento teria sido feito em espécie por pessoa indicada pelo senador. Em nota publicada em sua página pessoal no Facebook, Romário declarou que as afirmações de Braga são uma difamação a ele.

### Candidatura ao governo do Rio de Janeiro em 2018
No dia 28 de junho de 2017, Romário deixou o partido que até então estava filiado, o PSB, a fim de filiar-se ao Podemos (PODE), argumentando que a nova sigla apresentava "um modelo de fazer política mais conectado com a sociedade atual". Na cerimônia de lançamento do Podemos, ocorrida em 1º de julho de 2017, foi exibido um vídeo onde Romário anunciava sua filiação à legenda. No dia 27 de setembro de 2018, durante o programa Bem, Amigos!, transmitido pelo SporTV, Romário anunciou sua pretensão de se candidatar ao cargo de governador do estado do Rio de Janeiro nas eleições do ano seguinte. A declaração foi feita em meio a críticas dos comentaristas do programa em relação à crise política brasileira. Em 16 de março de 2018, Romário anunciou, em evento realizado no Club Municipal, sua pré-candidatura ao Governo do Estado do Rio de Janeiro pelo Podemos nas eleições de 2018.
No dia 4 de agosto de 2018, o Podemos (PODE) oficializou, em convenção realizada no Club Municipal, a candidatura de Romário ao Governo do Estado do Rio de Janeiro nas eleições daquele ano. Na ocasião, o nome de Marcelo Delaroli (PR), ex-policial militar, foi confirmado como candidato a vice-governador na chapa do ex-jogador de futebol. O candidato da chapa para o Senado Federal foi Miro Teixeira (REDE). Outro nome cotado para ser o candidato a senador da chapa foi o de Vivaldo Barbosa (PODE), egresso do Partido Pátria Livre (PPL) e que, devido à candidatura de Miro, não concorreu às eleições. No 1º turno, Romário obteve 664 511 votos (8,70% do total de votos válidos), ficando de fora do segundo turno e não se elegendo ao cargo disputado.

## Vida pessoal
Filho de Edevair de Souza Faria e Manuela Ladislau Faria, Romário foi casado três vezes e tem seis filhos com quatro mulheres diferentes. Com a primeira esposa, Mônica Santoro, teve Moniquinha e Romarinho. Separado de Mônica devido a suas aventuras extraconjugais, Romário depois casou-se com Danielle Favatto, com quem teve Daniellinha. Danielle separou-se dele após a descoberta de que Romário tivera um relacionamento extraconjugal com a atriz Edna Velho, com quem teve Raphael. Sua terceira esposa foi Isabelle Bittencourt, com quem teve Isabellinha e Ivy.

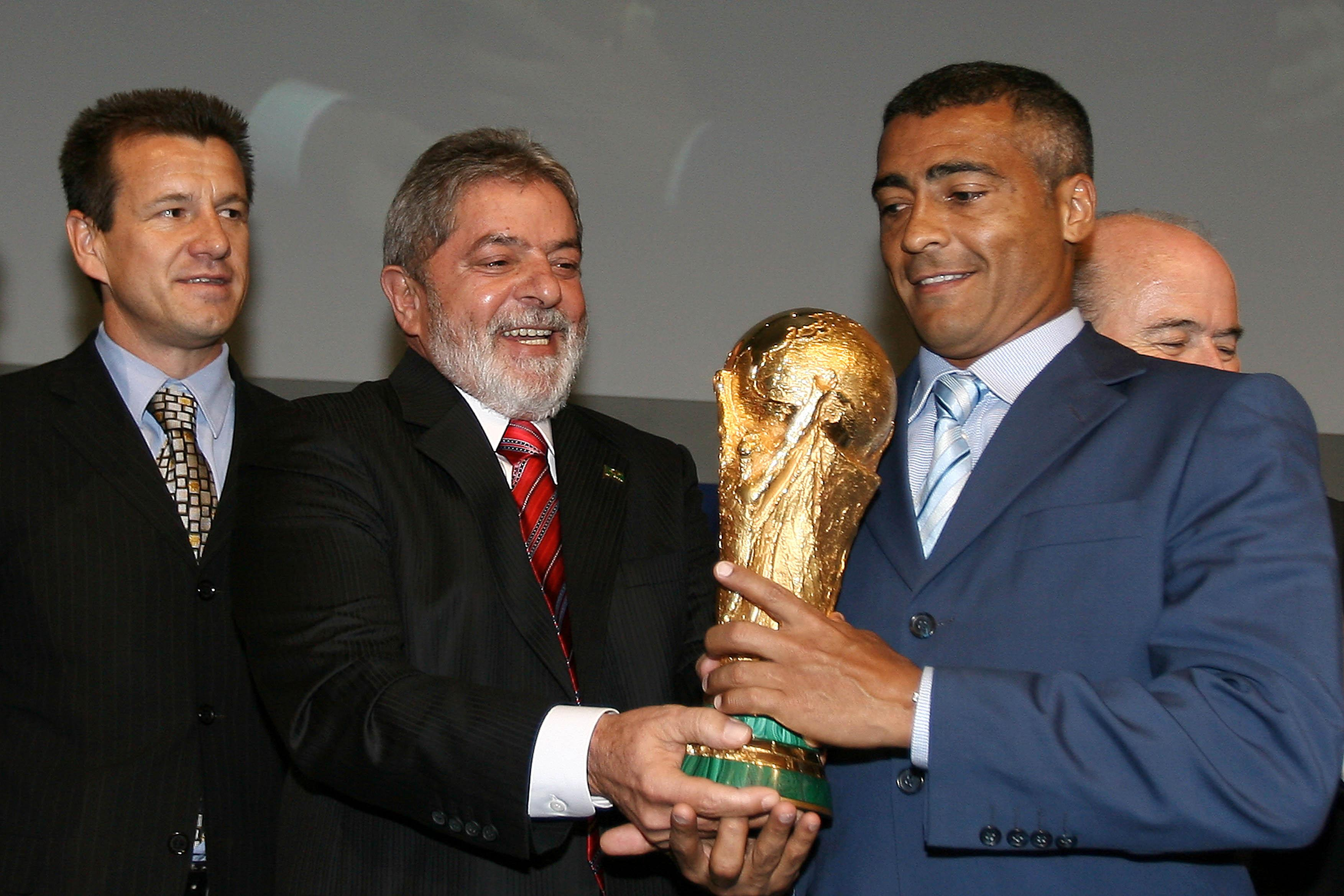
Dunga, Lula e Romário em Zurique, 2007, após anúncio da FIFA de que o Brasil sediaria a Copa do Mundo FIFA de 2014.

Em 2001 foi satirizado no programa de Chico Anysio, Escolinha do Professor Raimundo, pela paródia Ramório.
Ele criou o Café do Gol, que não deu certo em duas tentativas — na primeira, como casa noturna e, na segunda, como bingo. Ambas duraram dois anos cada. Posteriormente, a empresa responsável pelas obras processaria Romário, alegando falta de pagamento. Romário defendeu-se afirmando que o débito teria se extinguido em decisão judicial de 2005. Outras dívidas chegaram a colocá-lo uma noite na cadeia, em 2009, quando atrasou o pagamento da pensão dos filhos que tem com Mônica Santoro.
Ele posteriormente entraria com um processo contra a ex-esposa, sustentando que as pensões vinham sendo desviadas para familiares de Mônica, que teriam inclusive adquirido imóveis com o dinheiro. Romário já teve, anteriormente, de prestar depoimento em delegacia por conta de um desses parentes, seu ex-cunhado, que apresentara Romarinho para o traficante Bem-Te-Vi, descrito como um herói para o garoto. Na época, garantira que desconhecia o que se passava; de fato, Romário resistia aos inúmeros convites do próprio Bem-Te-Vi para jogos na Rocinha, consciente de que teriam sua imagem usada pelo traficante, só tendo aceitado uma, em que havia a promessa de destinar os fundos para ajudar crianças que, assim como sua filha Ivy, têm Síndrome de Down. Desde o nascimento dela, Romário vinha se interessando pela causa, tendo se tornado um grande ativista.
Famoso por colecionar desafetos no futebol, Romário teve desentendimentos com Pelé, Zico, Zagallo, Vanderlei Luxemburgo, Luiz Felipe Scolari e outros. Chegou a tripudiar também sobre Diego Maradona, em 1999, em entrevista à revista Trip: "Fiz mais gols e ganhei mais do que ele. No futebol moderno dos últimos 15 anos, Maradona só perde para mim". Em 2004, foi a vez de Romário disparar contra Walter Casagrande, no programa televisivo de Jorge Kajuru: "Ele nunca foi campeão de p... nenhuma. Quem é ele para falar de mim? (...) Não sabe de nada!", declarando na mesma entrevista que fizera sexo na concentração brasileira durante a Copa do Mundo FIFA de 1994 e expondo seu rancor por quem não o apoiara em 1998. No mesmo ano, Ronaldo, seu ex-parceiro de Seleção Brasileira, também incomodou-se com Romário, após o Baixinho se declarar o melhor jogador que o Brasil já teve depois da geração de Pelé. "É muita pretensão alguém dizer que é o melhor", disse o Fenômeno.
Já declarou que não havia amizade verdadeira no futebol, já tendo rusgas com outros companheiros de ataque, como Bebeto e Edmundo. Chegou a ter também uma relação distante com outro deles, Hristo Stoichkov, o amigo que lhe apoiara quando Seu Edevair fora sequestrado, pouco antes da Copa do Mundo de 1994, e que havia sido convidado para ser padrinho de Romarinho — não o pôde devido a um compromisso com o Zhelyu Zhelev, presidente da Bulgária, além de sofrer com falta de disponibilidade nos voos para o Brasil, na época da cerimônia. No Flamengo, no Vasco e no Fluminense, Romário se sobrepôs a técnicos.

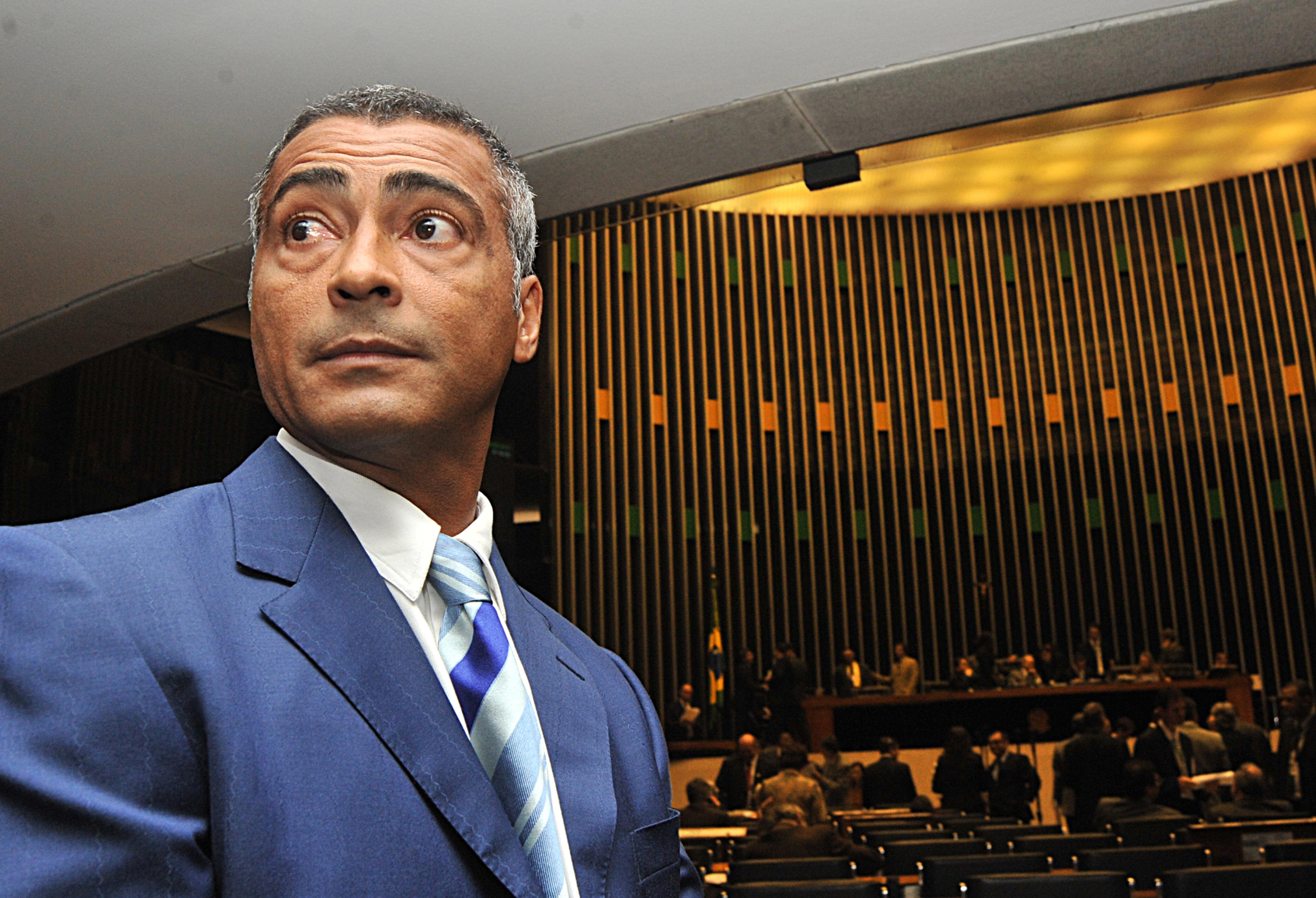
Romário em maio de 2010, em visita à Câmara dos Deputados, em Brasília.

Mesmo na Europa teve regalias, tendo sua boemia tolerada no PSV Eindhoven e no Barcelona; o Valencia foi um caso raro de clube onde ele acabou sendo preterido em favor dos treinadores. Por outro lado, foi justamente este o clube onde ele, ainda em sua melhor forma, menos se destacaria. Jorge Valdano foi o único técnico de Romário no Valencia que concordou com um tratamento diferenciado para o Baixinho, mandado embora duas vezes do clube após não entender-se com Luis Aragonés e, posteriormente, Claudio Ranieri: "Não dá para colocar os jogadores dentro do mesmo molde porque não são todos iguais. (...) Para mim valem os privilégios, mas é fundamental que o grupo seja maduro e possa aceitá-los". Renato Gaúcho, que o treinou no Fluminense, declarou no mesmo sentido que "Quando cheguei, eles [os privilégios] já existiam. Romário era o carro-chefe, trazia os patrocínios e a torcida, era quem fazia os gols. (...) Os gols dele garantiam o meu emprego e o bicho da rapaziada. Não adianta não dar privilégio para um astro e de repente ele ficar bravo e não render. (...) Só não pode extrapolar". Também atuou algumas partidas pela seleção brasileira de futebol de areia.
Romário foi, em 2011, comentarista esportivo da Rede Record e do Portal R7 para os Jogos Pan-Americanos de Guadalajara.
Em 2016, Romário realizou uma cirurgia bariátrica para auxiliar o controle da diabetes.

### Problemas com pensão alimentícia
No dia 14 de julho de 2009, Romário foi levado à 16ª DP, situada na Barra da Tijuca, por suspeita de não pagar pensão alimentícia à ex-mulher Mônica Santoro, com quem tem dois filhos, Moniquinha e Romarinho. O ex-jogador passou a noite detido na delegacia, onde dividiu uma cela com outros dois detentos. No dia seguinte, a Justiça do Rio de Janeiro expediu um alvará de soltura após a quitação da dívida de R$ 89.641,44, referentes a dois meses da pensão dos filhos. Antes de ser liberado, Romário prestou esclarecimentos em uma audiência ocorrida no Fórum da Barra da Tijuca.
Em agosto de 2004, quando atuava no Fluminense, Romário também teve que depor após Mônica Santoro ter reclamado que o jogador lhe devia cerca de R$ 140 mil de pensão alimentícia. Na ocasião, Romário ficou detido por cerca de seis horas.

## Ancestralidade
Em 2022, Romário submeteu-se a exame de ancestralidade, onde descobriu que possui uma sopa genética, onde possui 30% de ancestralidade africana, Costa da Mina (dos países Nigéria, Gana, Togo e Benim), leste (da Tanzânia à África do Sul) e oeste africanos (que compreende de Camarões à República Democrática do Congo), além de etnias como mandê (do Mali à Costa do Marfim) e khoisan (de Angola a Botsuana), 56% de ancestralidade europeia (Península Ibérica, Itália e Sardenha), 2% de ancestralidade do Oriente Médio e 10% americana.

## Estatísticas
| Equipe          | Temporada         | Campeonato nacional | Campeonato nacional | Copa nacional | Copa nacional | Competições continentais¹ | Competições continentais¹ | Campeonato estadual | Campeonato estadual | Outros Torneios²/ Amistosos | Outros Torneios²/ Amistosos | Total | Total |
| Equipe          | Temporada         | Jogos               | Gols                | Jogos         | Gols          | Jogos                     | Gols                      | Jogos               | Gols                | Jogos                       | Gols                        | Jogos | Gols  |
| --------------- | ----------------- | ------------------- | ------------------- | ------------- | ------------- | ------------------------- | ------------------------- | ------------------- | ------------------- | --------------------------- | --------------------------- | ----- | ----- |
| Vasco da Gama   | 1985              | 7                   | 0                   | —             | —             | —                         | —                         | 21                  | 11                  | 11                          | 13                          | 39    | 24    |
| Vasco da Gama   | 1986              | 26                  | 10                  | —             | —             | —                         | —                         | 22                  | 20                  | 18                          | 12                          | 66    | 42    |
| Vasco da Gama   | 1987              | 14                  | 7                   | —             | —             | —                         | —                         | 27                  | 16                  | 19                          | 11                          | 60    | 34    |
| Vasco da Gama   | 1988              | —                   | —                   | —             | —             | —                         | —                         | 24                  | 16                  | 5                           | 8                           | 29    | 24    |
| Vasco da Gama   | Total             | 47                  | 17                  | —             | —             | —                         | —                         | 94                  | 63                  | 53                          | 44                          | 194   | 124   |
| PSV Eindhoven   | 1988–89           | 24                  | 19                  | 3             | 4             | 4                         | 2                         | —                   | —                   | 3                           | 1                           | 34    | 26    |
| PSV Eindhoven   | 1989–90           | 20                  | 23                  | 2             | 2             | 4                         | 6                         | —                   | —                   | —                           | —                           | 26    | 31    |
| PSV Eindhoven   | 1990–91           | 25                  | 25                  | 2             | 5             | 2                         | 0                         | —                   | —                   | —                           | —                           | 29    | 30    |
| PSV Eindhoven   | 1991–92           | 14                  | 9                   | 1             | 0             | 2                         | 0                         | —                   | —                   | 1                           | 0                           | 18    | 9     |
| PSV Eindhoven   | 1992–93           | 26                  | 22                  | 1             | 3             | 9                         | 7                         | —                   | —                   | 1                           | 0                           | 37    | 32    |
| PSV Eindhoven   | Total             | 109                 | 98                  | 9             | 14            | 21                        | 15                        | —                   | —                   | 5                           | 1                           | 144   | 128   |
| Barcelona       | 1993–94           | 33                  | 30                  | 2             | 0             | 10                        | 2                         | —                   | —                   | 2                           | 0                           | 47    | 32    |
| Barcelona       | 1994–95           | 13                  | 4                   | —             | —             | 5                         | 3                         | —                   | —                   | —                           | —                           | 18    | 7     |
| Barcelona       | Total             | 46                  | 34                  | 2             | 0             | 15                        | 5                         | —                   | —                   | 2                           | 0                           | 65    | 39    |
| Flamengo        | 1995              | 16                  | 8                   | 5             | 1             | 4                         | 2                         | 21                  | 26                  | 13                          | 8                           | 59    | 45    |
| Flamengo        | 1996              | 3                   | 0                   | 5             | 1             | —                         | —                         | 19                  | 26                  | 17                          | 10                          | 44    | 37    |
| Flamengo        | Total             | 19                  | 8                   | 10            | 2             | 4                         | 2                         | 40                  | 52                  | 30                          | 18                          | 103   | 82    |
| Valencia        | 1996              | 5                   | 4                   | —             | —             | —                         | —                         | —                   | —                   | —                           | —                           | 5     | 4     |
| Valencia        | Total             | 5                   | 4                   | —             | —             | —                         | —                         | —                   | —                   | —                           | —                           | 5     | 4     |
| Flamengo        | 1997              | 4                   | 3                   | 8             | 7             | —                         | —                         | 18                  | 18                  | 6                           | 7                           | 36    | 35    |
| Flamengo        | Total             | 4                   | 3                   | 8             | 7             | —                         | —                         | 18                  | 18                  | 6                           | 7                           | 36    | 35    |
| Valencia        | 1997–98           | 6                   | 1                   | 1             | 1             | —                         | —                         | —                   | —                   | —                           | —                           | 7     | 2     |
| Valencia        | Total             | 6                   | 1                   | 1             | 1             | —                         | —                         | —                   | —                   | —                           | —                           | 7     | 2     |
| Flamengo        | 1998              | 20                  | 14                  | 4             | 6             | 3                         | 4                         | 11                  | 10                  | 8                           | 5                           | 46    | 39    |
| Flamengo        | 1999              | 19                  | 12                  | 7             | 7             | 7                         | 8                         | 15                  | 16                  | 7                           | 5                           | 55    | 48    |
| Flamengo        | Total             | 39                  | 26                  | 11            | 13            | 10                        | 12                        | 26                  | 26                  | 15                          | 10                          | 101   | 87    |
| Vasco da Gama   | 2000              | 28                  | 20                  | 2             | 1             | 14                        | 14                        | 17                  | 19                  | 11                          | 12                          | 72    | 66    |
| Vasco da Gama   | 2001              | 18                  | 21                  | —             | —             | 8                         | 5                         | 6                   | 11                  | 9                           | 5                           | 41    | 42    |
| Vasco da Gama   | 2002              | —                   | —                   | 7             | 5             | —                         | —                         | 4                   | 8                   | 14                          | 13                          | 25    | 26    |
| Vasco da Gama   | Total             | 46                  | 41                  | 9             | 6             | 22                        | 19                        | 27                  | 38                  | 34                          | 30                          | 138   | 134   |
| Fluminense      | 2002              | 26                  | 16                  | —             | —             | —                         | —                         | —                   | —                   | —                           | —                           | 26    | 16    |
| Fluminense      | Total             | 26                  | 16                  | —             | —             | —                         | —                         | —                   | —                   | —                           | —                           | 26    | 16    |
| Al-Sadd         | 2002–03           | 3                   | 0                   | —             | —             | —                         | —                         | —                   | —                   | —                           | —                           | 3     | 0     |
| Al-Sadd         | Total             | 3                   | 0                   | —             | —             | —                         | —                         | —                   | —                   | —                           | —                           | 3     | 0     |
| Fluminense      | 2003              | 21                  | 13                  | —             | —             | —                         | —                         | 4                   | 5                   | 3                           | 0                           | 28    | 18    |
| Fluminense      | 2004              | 13                  | 5                   | 2             | 2             | —                         | —                         | 9                   | 6                   | —                           | —                           | 24    | 13    |
| Fluminense      | Total             | 34                  | 18                  | 2             | 2             | —                         | —                         | 13                  | 11                  | 3                           | 0                           | 52    | 31    |
| Vasco da Gama   | 2005              | 30                  | 22                  | 3             | 1             | —                         | —                         | 10                  | 7                   | 1                           | 2                           | 44    | 32    |
| Vasco da Gama   | 2006              | —                   | —                   | 1             | 3             | —                         | —                         | 4                   | 6                   | 6                           | 0                           | 11    | 9     |
| Vasco da Gama   | Total             | 30                  | 22                  | 4             | 4             | —                         | —                         | 14                  | 13                  | 7                           | 2                           | 55    | 41    |
| Miami FC        | 2006              | 25                  | 19                  | 1             | 0             | —                         | —                         | —                   | —                   | —                           | —                           | 26    | 19    |
| Miami FC        | Total             | 25                  | 19                  | 1             | 0             | —                         | —                         | —                   | —                   | —                           | —                           | 26    | 19    |
| Adelaide United | 2006–07           | 4                   | 1                   | —             | —             | —                         | —                         | —                   | —                   | —                           | —                           | 4     | 1     |
| Adelaide United | Total             | 4                   | 1                   | —             | —             | —                         | —                         | —                   | —                   | —                           | —                           | 4     | 1     |
| Vasco da Gama   | 2007              | 6                   | 3                   | 3             | 2             | 1                         | 0                         | 9                   | 10                  | —                           | —                           | 19    | 15    |
| Vasco da Gama   | Total             | 6                   | 3                   | 3             | 2             | 1                         | 0                         | 9                   | 10                  | —                           | —                           | 19    | 15    |
| America         | 2009              | —                   | —                   | —             | —             | —                         | —                         | —                   | —                   | 1                           | 0                           | 1     | 0     |
| America         | Total             |                     |                     |               |               |                           |                           |                     |                     |                             |                             |       |       |
| America         | —                 | —                   | —                   | —             | —             | —                         | —                         | —                   | 1                   | 0                           | 1                           | 0     |       |
| America         | 2024              | —                   | —                   | —             | —             | —                         | —                         | —                   | —                   | 1                           | 1                           | 0     | 0     |
| Total           | Total na carreira | 449                 | 311                 | 60            | 51            | 73                        | 53                        | 241                 | 231                 | 156                         | 112                         | 980   | 758   |

### Gol 500
Marcado em 30 de abril de 1997, na partida Brasil 4–0 México, em um amistoso. Romário marcou três gols na partida, sendo o primeiro o 500º gol. Tinha 31 anos e três meses quando fez seu 500º gol, Romário terminou aquela temporada com 63 gols.

### Gol 600
Marcado em 22 de janeiro de 1998, na partida Flamengo 2–2 São Paulo, pelo torneio Rio-São Paulo. Romário marcou um gol na partida, sendo o 600º gol. Tinha 31 anos, faltando sete dias para completar 32 anos de idade. Romário terminou aquela temporada com 42 gols.

### Gol 700
Marcado em 11 de março de 2001, na partida Vasco 2–0 Cabofriense, pelo Campeonato Carioca. Romário marcou dois gols na partida, sendo o primeiro o 700º gol. Tinha 35 anos e dois meses de idade, Romário terminou aquela temporada com 45 gols, porém, Romário não concordou com a contagem, pois foram contabilizados apenas gols oficiais, sendo assim, Romário disse que não estava de acordo porque naquela altura ele tinha certeza que já estava chegando ao gol 800º.

### Gol 800
Marcado em 7 de outubro de 2001, na partida Vasco 5–1 Flamengo, pelo Campeonato Brasileiro. Romário marcou três gols na partida, sendo o primeiro o 800º gol. Tinha 35 anos e nove meses de idade. Romário terminou aquela temporada com 45 gols.

### Gol 900
Marcado em 2 de abril de 2004, na partida Fluminense 3–3 Paysandu, pelo Campeonato Brasileiro. Romário marcou um gol na partida, sendo o 900º gol. Tinha 38 anos e três meses de idade. Romário terminou aquela temporada com 17 gols.

### Gol 1000
Marcado em 20 de maio de 2007, na partida Vasco 3–1 Sport, pelo Campeonato Brasileiro. Romário marcou um gol na partida, sendo o 1000º gol. Havia acabado de fazer 41 anos. Romário terminou aquela temporada com 13 gols.

## Títulos
Vasco da Gama
- Copa Mercosul: 2000
- Campeonato Brasileiro: 2000
- Campeonato Carioca: 1987, 1988
- Taça Guanabara: 1986, 1987, 2000
- Taça Rio: 1988, 2001
- Troféu Ramón de Carranza: 1987, 1988
- Copa Ouro (EUA): 1987
- Copa TAP (EUA): 1987
- Taça Juiz de Fora: 1986, 1987
- Taça Brigadeiro Jerônimo Bastos: 1988

PSV Eindhoven
- Campeonato Neerlandês: 1988-89, 1990-91, 1991-92
- Copa dos Países Baixos: 1988-89, 1989-90
- Supercopa dos Países Baixos: 1992

Barcelona
- Troféu Teresa Herrera: 1993
- Campeonato Espanhol: 1993-94
- Supercopa da Espanha: 1994

Flamengo
- Copa Mercosul: 1999
- Copa dos Campeões Mundiais: 1997
- Campeonato Carioca: 1996, 1999
- Taça Guanabara: 1995, 1996, 1999
- Taça Rio: 1996

Valencia
- Troféu Naranja: 1996

Al-Sadd
- Campeonato Qatariano: 2003-04
- Copa da Coroa do Príncipe do Qatar: 2003
- Copa do Emir do Qatar: 2002-03

America-RJ
- Campeonato Carioca - Série B: 2009

Seleção Carioca
- Campeonato Brasileiro de Seleções Estaduais: 1987[247]

Seleção Brasileira Sub-20
- Campeonato Sul-Americano Sub-20: 1985

Seleção Brasileira
- Copa do Mundo FIFA: 1994
- Copa das Confederações FIFA: 1997
- Copa América: 1989, 1997
- Taça Stanley Rous: 1987
- Torneio Bicentenário da Austrália: 1988

### Campanhas de destaques
Vasco da Gama
- 2ª colocação - Campeonato Carioca: 1986, 2000 e 2001
- 2ª colocação - Torneio Rio-São Paulo: 2000
- 2ª colocação - Copa do Mundo de Clubes da FIFA: 2000

Seleção Brasileira
- 2ª colocação - Olimpíadas de Seul: 1988
- 3ª colocação - Copa Ouro: 1998

PSV
- 2ª colocação - Copa intercontinental: 1988
- 2ª colocação - Supercopa da UEFA: 1988
- 2ª colocação - Campeonato Holandês: 1989–90
- 2ª colocação - Supercopa da Holanda: 1991

Barcelona
- 2ª colocação - Supercopa da Espanha: 1993
- 2ª colocação - Liga dos Campeões da UEFA: 1993–94

Flamengo
- 2ª colocação - Campeonato Carioca: 1995 e 1998
- 2ª colocação - Supercopa Libertadores: 1995
- 2ª colocação - Torneio Rio-São Paulo: 1997
- 2ª colocação - Copa do Brasil: 1997

Fluminense
- 4ª colocação - Campeonato Brasileiro: 2002
- 2ª colocação - Campeonato Carioca: 2003

## Desempenho em Eleições
| Ano  | Eleição                     | Partido | Cargo            | Votos     | %                 | Resultado  | Ref     |
| ---- | --------------------------- | ------- | ---------------- | --------- | ----------------- | ---------- | ------- |
| 2010 | Estaduais no Rio de Janeiro | PSB     | Deputado Federal | 146 859   | 1,84%             | Eleito     | [ 182 ] |
| 2014 | Estaduais no Rio de Janeiro | PSB     | Senador          | 4 683 963 | 63,43% (1º Lugar) | Eleito     | [ 187 ] |
| 2018 | Estaduais no Rio de Janeiro | PODE    | Governador       | 664 511   | 8,70% (4º Lugar)  | Não Eleito | [ 227 ] |
| 2022 | Estaduais no Rio de Janeiro | PL      | Senador          | 2 384 331 | 29,19% (1º Lugar) | Eleito     | [ 248 ] |